# Liste der denkmalgeschützten Objekte in Wien/Neubau
Die Liste der denkmalgeschützten Objekte in Wien-Neubau enthält die 150 denkmalgeschützten unbeweglichen Objekte des 7. Wiener Gemeindebezirks Neubau.

## Denkmäler
| Foto |                 | Denkmal | Standort                                            | Beschreibung | Metadaten |
| ---- | --------------- | --- | --------------------------------------------------- | --- | --- |
| ja   | Datei hochladen | Bürgerhaus HERIS-ID: 29967 Objekt-ID: 26647                                                                                                | Andreasgasse 5 Standort KG: Neubau                  | Das langgestreckte Biedermeierzinshaus wurde 1809 errichtet und verfügt über eine Lisenengliederung, Puttenreliefs und ein Korbbogenportal mit Silenmaske. | BDA-Hist.: Q37929143 Status: Bescheid Stand der BDA-Liste: 2025-06-30 Name: Bürgerhaus GstNr.: 504 Andreasgasse 5 |
| ja   | Datei hochladen | Bundesmobiliensammlung, ehem. kaiserliches Hofmobiliendepot HERIS-ID: 29994 Objekt-ID: 26685                                               | Andreasgasse 7 Standort KG: Neubau                  | Das langgestreckte, 1833 errichtete Zinshaus beherbergt die Bundesmobiliensammlung. Die original erhaltene Holztür wird von einem Portal mit flankierenden Pilastern umrahmt, die Fassade durch eine additive Gliederung akzentuiert. | BDA-Hist.: Q37929351 Status: § 2a Stand der BDA-Liste: 2025-06-30 Name: Bundesmobiliensammlung, ehem. kaiserliches Hofmobiliendepot GstNr.: 512 Andreasgasse 7                                                                   |
| ja   | Datei hochladen | Volkstheater HERIS-ID: 30476 Objekt-ID: 27224                                                                                              | Arthur-Schnitzler-Platz 1 Standort KG: Neubau       | Das Volkstheater wurde von 1887 bis 1889 nach Plänen der Architekten Fellner & Helmer errichtet. | BDA-Hist.: Q688555 Status: Bescheid Stand der BDA-Liste: 2025-06-30 Name: Volkstheater GstNr.: 1863/19 Volkstheater, Vienna |
| ja   | Datei hochladen | Hansi-Niese-Denkmal HERIS-ID: 30468 Objekt-ID: 27213 Wien Kulturgut: 71042                                                                 | bei Arthur-Schnitzler-Platz 1 Standort KG: Neubau   | Das Denkmal der Schauspielerin Hansi Niese wurde 1938 durch Josef Müllner geschaffen. | BDA-Hist.: Q37934340 Status: § 2a Stand der BDA-Liste: 2025-06-30 Name: Hansi Niese-Denkmal GstNr.: 1863/20 Hansi Niese monument, Volkstheater                                                                                   |
| ja   | Datei hochladen | Dr.-Rudolf-Beer-Denkmal HERIS-ID: 30469 Objekt-ID: 27214 Wien Kulturgut: 71044                                                             | bei Arthur-Schnitzler-Platz 1 Standort KG: Neubau   | Das Denkmal, geschaffen von Franz Pixner, wurde am 12. März 2008 vor dem Volkstheater aufgestellt und erinnert an dessen früheren Direktor Rudolf Beer, der sich wenige Wochen nach dem Anschluss das Leben nahm. | BDA-Hist.: Q37934359 Status: § 2a Stand der BDA-Liste: 2025-06-30 Name: Dr. Rudolf Beer-Denkmal GstNr.: 1863/20 Rudolf-Beer-Denkmal                                                                                              |
| ja   | Datei hochladen | Miethaus HERIS-ID: 47755 Objekt-ID: 51067                                                                                                  | Bernardgasse 5 Standort KG: Neubau                  | Das spätbiedermeierliche, dreigeschoßige Zinshaus gehört zu einer weitgehend geschlossenen Vorstadtverbauung. Es wurde 1838 errichtet und verfügt über eine Blendarkatur im Hauptgeschoß. | BDA-Hist.: Q38028001 Status: § 2a Stand der BDA-Liste: 2025-06-30 Name: Miethaus GstNr.: 1634 Bernardgasse 5, Vienna |
| ja   | Datei hochladen | Wohnhausanlage der Gemeinde Wien HERIS-ID: 30009 Objekt-ID: 26703 Wiener Wohnen: 643                                                       | Bernardgasse 38 Standort KG: Neubau                 | Die Wohnhausanlage der Gemeinde Wien wurde 1925 nach Plänen von Leo Kammel errichtet, wobei Kammel den Bau klassizistisch-expressionistisch gliederte und hierfür verglaste Erker, gegliederte Pfeiler und Puttenköpfe einsetzte. | BDA-Hist.: Q37929440 Status: § 2a Stand der BDA-Liste: 2025-06-30 Name: Wohnhausanlage der Gemeinde Wien GstNr.: 1880/1 Wohnhausanlage Bernardgasse 38                                                                           |
| ja   | Datei hochladen | Bürgerhaus, Zu den drei großen Kronen HERIS-ID: 30012 Objekt-ID: 26706                                                                     | Breite Gasse 11 Standort KG: Neubau                 | Das Miethaus „Zu den drei großen Kronen“ wurde Ende des 17. Jahrhunderts errichtet. Die Fassade des barocken Vorstadt-Bürgerhauses stammt aus der ersten Hälfte des 18. Jahrhunderts, wobei die Fassade durch ionische Pilaster gegliedert wurde. Zudem verfügt das Haus über eine Knickgiebelverdachung und eine Einfahrt mit Stichkappentonnen. Im Garten des Hauses befindet sich ein steinerner Hausbrunnen. | BDA-Hist.: Q37929485 Status: Bescheid Stand der BDA-Liste: 2025-06-30 Name: Bürgerhaus, Zu den drei großen Kronen GstNr.: 243 Breite Gasse 11                                                                                    |
| ja   | Datei hochladen | Pestsäule/Dreifaltigkeitssäule HERIS-ID: 30022 Objekt-ID: 26747                                                                            | bei St.-Ulrichs-Platz 1 Standort KG: Neubau         | Die Pestsäule bzw. Dreifaltigkeitssäule wurde 1713 am Chor der Ulrichskirche aufgestellt. Über dem Sockel befinden sich die Figuren des heiligen Rochus, des heiligen Sebastian und der Immaculata. Darüber erhebt sich auf einer Wolkenputtensäule eine Darstellung der heiligen Dreifaltigkeit. Flankiert wird die Säule von Figuren der heiligen Rosalia bzw. Barbara. | BDA-Hist.: Q37929628 Status: § 2a Stand der BDA-Liste: 2025-06-30 Name: Pestsäule/Dreifaltigkeitssäule GstNr.: 1808 Pestsäule Burggasse                                                                                          |
| ja   | Datei hochladen | Museumsquartier; ehem Hofstallungen; Messepalast HERIS-ID: 30235 Objekt-ID: 26969                                                          | Burggasse 1 Standort KG: Neubau                     | Die ehemaligen Hofstallungen wurden zwischen 1723 und 1725 nach Plänen von Johann Bernhard Fischer von Erlach errichtet und von seinem Sohn Joseph Emanuel Fischer von Erlach weitergeführt. Erweiterungen des 19. Jahrhunderts (Winter- und Sommerreithalle) entstanden nach Fischers Plänen. Von 1921 bis in die 1970er Jahre dienten sie als Messepalast. | BDA-Hist.: Q15815762 Status: § 2a Stand der BDA-Liste: 2025-06-30 Name: Museumsquartier; ehem Hofstallungen; Messepalast GstNr.: 266, 267 Hofstallungen, Vienna                                                                  |
| ja   | Datei hochladen | Bürgerhaus, Zum Dattelbaum HERIS-ID: 30027 Objekt-ID: 26752                                                                                | Burggasse 11 Standort KG: Neubau                    | Das Biedermeierhaus „Zum Dattelbaum“ wurde um 1800 errichtet und mit figürlichem Reliefdekor in den Parapet- und Sturzzonen ausgestattet. Der Innenhof wurde mit einer Pawlatsche versehen. | BDA-Hist.: Q37929686 Status: Bescheid Stand der BDA-Liste: 2025-06-30 Name: Bürgerhaus, Zum Dattelbaum GstNr.: 215 Burggasse 11                                                                                                  |
| ja   | Datei hochladen | Bürgerhaus, Zum hl. Josef HERIS-ID: 30028 Objekt-ID: 26753                                                                                 | Burggasse 13 Standort KG: Neubau                    | Das spätbarocke Vorstadt-Bürgerhaus „Zum heiligen Josef“ mit Giebelfront zur Burggasse wurde in der zweiten Hälfte des 18. Jahrhunderts errichtet. In einer Ecknische befindet sich eine Figur des heiligen Josef mit Kind und Putten. | BDA-Hist.: Q37929701 Status: Bescheid Stand der BDA-Liste: 2025-06-30 Name: Bürgerhaus, Zum hl. Josef GstNr.: 214 Burggasse 13                                                                                                   |
| ja   | Datei hochladen | Miethaus HERIS-ID: 47726 Objekt-ID: 51014                                                                                                  | Burggasse 18 Standort KG: Neubau                    | Das frühhistoristische Miethaus verfügt über einen Hof mit Garten. | BDA-Hist.: Q38027924 Status: § 2a Stand der BDA-Liste: 2025-06-30 Name: Miethaus GstNr.: 74 Burggasse 18, Vienna |
| ja   | Datei hochladen | Bürgerhaus, Zum Schwarzen Mohren HERIS-ID: 30030 Objekt-ID: 26755                                                                          | Burggasse 19 Standort KG: Neubau                    | Das spätbarocke Vorstadt-Bürgerhaus „Zum Schwarzen Mohren“ wurde um 1749 errichtet und diente ursprünglich als Bäckerhaus. Die Fassade weist eine Pilastergliederung auf und wird von einer Fassadenfigur eines Mohrenknaben mit Köcher und Schild geschmückt. Der Hof wurde als Pawlatschenhof ausgeführt, wobei teilweise Lauben eingesetzt wurden. | BDA-Hist.: Q37929733 Status: Bescheid Stand der BDA-Liste: 2025-06-30 Name: Bürgerhaus, Zum Schwarzen Mohren GstNr.: 172 Burggasse 19                                                                                            |
| ja   | Datei hochladen | Kloster und Schule Notre Dame de Sion HERIS-ID: 30031 Objekt-ID: 26756                                                                     | Burggasse 35-41 Standort KG: Neubau                 | Das Kloster Notre Dame de Sion wurde 1891 von Jean Laborey errichtet. Es handelt sich um einen fünfgeschoßigen, späthistoristischen Bau mit eingezogener Mittelachse und vorstehendem Treppenrisalit. Am straßenseitigen Mittelrisalit befindet sich eine Figur der Madonna mit Kind aus dem Ende des 19. Jahrhunderts. Hofseitig befindet sich ein neoromanischer Trakt mit Saal und Kapelle. | BDA-Hist.: Q37929750 Status: § 2a Stand der BDA-Liste: 2025-06-30 Name: Kloster und Schule Notre Dame de Sion GstNr.: 33, 32/1, 24 Kloster und Schule Notre Dame de Sion, Neubau                                                 |
| ja   | Datei hochladen | Miethaus HERIS-ID: 30036 Objekt-ID: 26762                                                                                                  | Burggasse 67 Standort KG: Neubau                    | Das langgestreckte, frühhistoristische Zinshaus wurde 1857 nach Plänen von Phillip Brandl errichtet. Es verfügt über eine additive Gliederung und alternierende Risalite mit Dreieckgiebelverdachung. | BDA-Hist.: Q37929791 Status: § 2a Stand der BDA-Liste: 2025-06-30 Name: Miethaus GstNr.: 891 Burggasse 67 |
| ja   | Datei hochladen | Miethaus, Zum hl. Martin HERIS-ID: 30038 Objekt-ID: 26764                                                                                  | Burggasse 69 Standort KG: Neubau                    | Das Miethaus „Zum heiligen Martin“ wurde 1825 an Stelle eines Armen- und Versorgungshauses errichtet. Der spätklassizistische Bau besitzt eine schlichte, kubische Gliederung und ein Tor mit Wappen und Löwenkopf-Türklopfer. | BDA-Hist.: Q37929819 Status: Bescheid Stand der BDA-Liste: 2025-06-30 Name: Miethaus, Zum hl. Martin GstNr.: 892 Burggasse 69 |
| ja   | Datei hochladen | Bürgerhaus, Zum Wolfen HERIS-ID: 30040 Objekt-ID: 26766                                                                                    | Burggasse 86 Standort KG: Neubau                    | Das Vorstadt-Biedermeierhaus „Zum Wolf“ bzw. „Zum Wolfen“ wurde 1830 errichtet und mit einer Pilastergliederung versehen. Zudem besteht eine durch Pilaster und Nischen gegliederte Einfahrt mit Gurtbögen und eine Vierpfeilertreppe. | BDA-Hist.: Q37929850 Status: Bescheid Stand der BDA-Liste: 2025-06-30 Name: Bürgerhaus, Zum Wolfen GstNr.: 771 Burggasse 86 |
| ja   | Datei hochladen | Bürgerhaus HERIS-ID: 30041 Objekt-ID: 26767                                                                                                | Burggasse 95 Standort KG: Neubau                    | Die Fassade des 1829 errichteten Biedermeierhaus wurde mittels Pilaster gegliedert und mit figürlichem Lünettenschmuck ausgestattet. | BDA-Hist.: Q37929865 Status: § 57-Mandatsbescheid Stand der BDA-Liste: 2025-06-30 Name: Bürgerhaus GstNr.: 1414 Burggasse 95 |
| ja   | Datei hochladen | Miethaus HERIS-ID: 30047 Objekt-ID: 26773                                                                                                  | Döblergasse 2 Standort KG: Neubau                   | Identadresse Neustiftgasse 40. Das Haus wurde 1909/10 von Otto Wagner errichtet und zeigt die für sein Spätwerk charakteristische streng sachliche Gliederung der Fassade durch Bänder aus Glasplatten und vorkragende Dachgesimse. | BDA-Hist.: Q37929932 Status: Bescheid Stand der BDA-Liste: 2025-06-30 Name: Miethaus GstNr.: 687/1 Neustiftgasse 40 |
| ja   | Datei hochladen | Wohn- und Sterbehaus Otto Wagners, heute Otto Wagner-Archiv HERIS-ID: 30048 Objekt-ID: 26774                                               | Döblergasse 4 Standort KG: Neubau                   | Das Gebäude wurde 1912 von Otto Wagner erbaut. Die Fassade ist wie die des Nachbarhauses streng sachlich gegliedert; das Haustor ist mit Aluminium beschlagen. Wagners Wohnung in diesem Haus, in der er 1918 starb, ist teilweise noch in der Originalausstattung erhalten und beherbergt das Otto-Wagner-Archiv der Akademie der bildenden Künste Wien. | BDA-Hist.: Q37929946 Status: Bescheid Stand der BDA-Liste: 2025-06-30 Name: Wohn- und Sterbehaus Otto Wagners, heute Otto Wagner-Archiv GstNr.: 667/1 Döblergasse 4                                                              |
| ja   | Datei hochladen | Bürgerhaus, Zum goldenen Stern HERIS-ID: 30049 Objekt-ID: 26775                                                                            | Gardegasse 4 Standort KG: Neubau                    | Der Kern des Miethauses „Zum goldenen Stern“ stammt aus dem 18. Jahrhundert, während die Fassadengestaltung in der ersten Hälfte des 19. Jahrhunderts durchgeführt wurde. Das Vorstadthaus besitzt eine frühhistoristische Fassade mit gerader Fensterverdachung sowie Rosetten- und Rankendekor. | BDA-Hist.: Q37929960 Status: Bescheid Stand der BDA-Liste: 2025-06-30 Name: Bürgerhaus, Zum goldenen Stern GstNr.: 155 Gardegasse 4                                                                                              |
| ja   | Datei hochladen | Bürgerhaus, Zum roten Stern HERIS-ID: 30051 Objekt-ID: 26777                                                                               | Gardegasse 5 Standort KG: Neubau                    | Das barocke Vorstadthaus „Zum roten Stern“ wurde im dritten Viertel des 18. Jahrhunderts errichtet. Die Fassadengliederung erfolgte durch Nuten, ein Korbbogenportal, Riesenlisenen, Fensterrahmungen und Giebelverdachung. Der Rückentrakt in der Faßziehergasse 4 besitzt hingegen eine frühhistoristische Fassade mit Palmenreliefs sowie Ranken- und Maskendekor. | BDA-Hist.: Q37929988 Status: Bescheid Stand der BDA-Liste: 2025-06-30 Name: Bürgerhaus, Zum roten Stern GstNr.: 148 Gardegasse 5                                                                                                 |
| ja   | Datei hochladen | Bürgerhaus, Zum blauen Stern HERIS-ID: 30053 Objekt-ID: 26779                                                                              | Gardegasse 7 Standort KG: Neubau                    | Das barocke Vorstadthaus „Zum blauen Stern“ entstand im dritten Viertel des 18. Jahrhunderts. Die reiche Fassade wurde durch Riesenpilaster im Obergeschoß gegliedert und mit flacher Fensterrahmung sowie verschiedenen Giebelverdachungen akzentuiert. Der Rückentrakt in der Faßziehergasse 6 besitzt eine frühhistoristische Fassade. | BDA-Hist.: Q37930003 Status: Bescheid Stand der BDA-Liste: 2025-06-30 Name: Bürgerhaus, Zum blauen Stern GstNr.: 149 Gardegasse 7                                                                                                |
| ja   | Datei hochladen | Miethaus, Zum goldenen Pfau HERIS-ID: 30055 Objekt-ID: 26782                                                                               | Gutenberggasse 10-12 Standort KG: Neubau            | Das barocke Vorstadthaus „Zum goldenen Pfau“ besitzt eine schlichte Putzfassade mit Parapetgesimsen und flachen Riesenpilastern. | BDA-Hist.: Q37930049 Status: § 2a Stand der BDA-Liste: 2025-06-30 Name: Miethaus, Zum goldenen Pfau GstNr.: 225 Gutenberggasse 12                                                                                                |
| ja   | Datei hochladen | Gasthaus, Zum weißen Löwen, heute Gasthaus Witwe Bolte HERIS-ID: 30056 Objekt-ID: 26783                                                    | Gutenberggasse 13 Standort KG: Neubau               | Das ehemalige barocke Gasthaus „Zum weißen Löwen“, heute „Gasthaus Witwe Bolte“, wurde 1723 erbaut, wobei die Fassade eine schlichte Putzfaschengliederung aufweist und eine Löwenfigur mit Wappen beherbergt. | BDA-Hist.: Q37930064 Status: Bescheid Stand der BDA-Liste: 2025-06-30 Name: Gasthaus, Zum weißen Löwen, heute Gasthaus Witwe Bolte GstNr.: 198 Gutenberggasse 13                                                                 |
| ja   | Datei hochladen | Miethaus, Zu den Sieben Böcken, Zum goldenen Engel HERIS-ID: 30058 Objekt-ID: 26785                                                        | Gutenberggasse 16-18 Standort KG: Neubau            | Das ursprünglich zweigeschoßige Gebäude wurde aufgestockt und erhielt eine neue Plattenstilfassade. | BDA-Hist.: Q37930094 Status: § 2a Stand der BDA-Liste: 2025-06-30 Name: Miethaus, Zu den Sieben Böcken, Zum goldenen Engel GstNr.: 223 Gutenberggasse 16                                                                         |
| ja   | Datei hochladen | Miethaus, Zum schwarzen Elefanten HERIS-ID: 30059 Objekt-ID: 26786                                                                         | Gutenberggasse 17 Standort KG: Neubau               | Das Haus „Zum schwarzen Elephant“ stammt aus dem zweiten Viertel, die reiche Plattenstilfassade mit Riesenlisenen aus dem vierten Viertel des 18. Jahrhunderts. Der rechteckige Pawlatschenhof ist gegen die Spittelberggasse offen. | BDA-Hist.: Q37930109 Status: § 2a Stand der BDA-Liste: 2025-06-30 Name: Miethaus, Zum schwarzen Elefanten GstNr.: 203 Gutenberggasse 17                                                                                          |
| ja   | Datei hochladen | Bürgerhaus, Zum goldenen Fassel HERIS-ID: 30060 Objekt-ID: 26787                                                                           | Gutenberggasse 19 Standort KG: Neubau               | Das Haus mit Plattenstilfassade und Pawlatschenhof wurde im vierten Viertel des 18. Jahrhunderts erbaut. | BDA-Hist.: Q37930125 Status: Bescheid Stand der BDA-Liste: 2025-06-30 Name: Bürgerhaus, Zum goldenen Fassel GstNr.: 204 Gutenberggasse 19                                                                                        |
| ja   | Datei hochladen | Miethaus, Zum weißen Stern; Zum steinernen Christkindl HERIS-ID: 30061 Objekt-ID: 26788                                                    | Gutenberggasse 21 Standort KG: Neubau               | Das 1831 von Anton Grünn erbaute Haus hat eine schlichte Spätbiedermeierfassade mit Kordongesimsen, profilierten Fensterrahmungen und geraden Fensterverdachungen. | BDA-Hist.: Q37930139 Status: § 2a Stand der BDA-Liste: 2025-06-30 Name: Miethaus, Zum weißen Stern; Zum steinernen Christkindl GstNr.: 205 Gutenberggasse 21                                                                     |
| ja   | Datei hochladen | Amtshaus für den 7. Bezirk HERIS-ID: 30124 Objekt-ID: 26855                                                                                | Hermanngasse 24-26 Standort KG: Neubau              | Das Amtshaus für den 6. und 7. Bezirk entstand zwischen 1909 und 1910 als viergeschoßiger, neobarocker Eckbau mit seichtem Mittelrisalit und Riesenpilasterordnung in den Hauptgeschoßen. Die Fassade wurde zudem durch Dekorationsmotive des Jugendstils wie Muscheln und Löwenköpfe bereichert. | BDA-Hist.: Q481227 Status: § 2a Stand der BDA-Liste: 2025-06-30 Name: Amtshaus für den 7. Bezirk GstNr.: 963 Mariahilf and Neubau district office                                                                                |
| ja   | Datei hochladen | Wohn- und Fabriksgebäude, Zum Segen Gottes, Bernardhaus HERIS-ID: 30109 Objekt-ID: 26840                                                   | Hermanngasse 25 Standort KG: Neubau                 | Das biedermeierliche Wohn- und Fabriksgebäude „Zum Segen Gottes“ entstand zwischen 1826 und 1827 als Arbeits- und Wohnstätte für den Seidenfabrikaten, Architekten und Künstler Alois Bernard. Die Fassade besitzt eine reiche Gliederung mit Pilastern und ein betontes Mittelrisalit mit Attika. Zudem wurde an das Gebäude ein fünfgeschoßiger Turmbau mit Laterne und Glockendach angebaut. | BDA-Hist.: Q37930449 Status: Bescheid Stand der BDA-Liste: 2025-06-30 Name: Wohn- und Fabriksgebäude, Zum Segen Gottes, Bernardhaus GstNr.: 935 Hermanngasse 25                                                                  |
| ja   | Datei hochladen | Bürgerhaus, Wohn- und Fabriksgebäude HERIS-ID: 30125 Objekt-ID: 26856                                                                      | Hermanngasse 27 Standort KG: Neubau                 | Das ehemalige Wohn- und Fabriksgebäude wurde im Stil des Biedermeiers 1828 errichtet. Die Fassade wurde mit figürlichen Lünettenreliefs wie Adlern, Delphinen und Muscheln sowie Puttereliefs mit Szenen von Arbeitern in der Schmiede geschmückt. | BDA-Hist.: Q37930671 Status: Bescheid Stand der BDA-Liste: 2025-06-30 Name: Bürgerhaus, Wohn- und Fabriksgebäude GstNr.: 900 Hermanngasse 27                                                                                     |
| ja   | Datei hochladen | Bürgerhaus HERIS-ID: 30130 Objekt-ID: 26861                                                                                                | Hermanngasse 29 Standort KG: Neubau                 | Das Miethaus mit Mittelrisalit wurde 1825 errichtet. | BDA-Hist.: Q37930767 Status: Bescheid Stand der BDA-Liste: 2025-06-30 Name: Bürgerhaus GstNr.: 901 Hermanngasse 29 |
| ja   | Datei hochladen | Bürgerhaus HERIS-ID: 30135 Objekt-ID: 26866                                                                                                | Hermanngasse 30 Standort KG: Neubau                 | Das Biedermeierhaus wurde 1825 errichtet und verfügt über Blendarkatur und Lünettenreliefs (Adler, Lyra). | BDA-Hist.: Q37930820 Status: Bescheid Stand der BDA-Liste: 2025-06-30 Name: Bürgerhaus GstNr.: 898 Hermanngasse 30 |
| ja   | Datei hochladen | Bürgerhaus HERIS-ID: 30136 Objekt-ID: 26867                                                                                                | Hermanngasse 32 Standort KG: Neubau                 | Das 1825 errichtete Biedermeierhaus mit Blendarkatur im Hauptgeschoß des Mittelrisalits verfügt über einen Fassadendekor im Empire-Stil mit Ranken, Masken und Tondi. | BDA-Hist.: Q37930836 Status: Bescheid Stand der BDA-Liste: 2025-06-30 Name: Bürgerhaus GstNr.: 896 Hermanngasse 32 |
| ja   | Datei hochladen | Bürgerhaus HERIS-ID: 30138 Objekt-ID: 26869                                                                                                | Hermanngasse 34 Standort KG: Neubau                 | Das 1825 errichtete Gebäude hat eine Fassade mit Pilastern und Blendarkatur im Hauptgeschoß. | BDA-Hist.: Q37930864 Status: Bescheid Stand der BDA-Liste: 2025-06-30 Name: Bürgerhaus GstNr.: 895 Hermanngasse 34, Vienna |
| ja   | Datei hochladen | Pfarrhof der Lazaristenkirche HERIS-ID: 29932 Objekt-ID: 26611                                                                             | Kaiserstraße 5-7 Standort KG: Neubau                | Das 1906 erbaute Mietzinshaus Kaiserstraße 5 und das 1904 errichtete Kloster samt Pfarrhof (Kaiserstraße 7) bilden zusammen den Kirchenvorplatz, der gegen die Kaiserstraße durch einen Schmiedeeisenzaun abgegrenzt ist. Die beiden ähnlich gegliederten viergeschoßigen Baublöcke tragen im Giebel Nischenfiguren des hl. Joseph (links) und des hl. Vinzenz (rechts). Die Figuren am Zaun der Pfarrkirche sind der hl. Petrus (links) und der hl. Paulus (rechts). | BDA-Hist.: Q37928834 Status: § 2a Stand der BDA-Liste: 2025-06-30 Name: Pfarrhof der Lazaristenkirche GstNr.: 1262/1, 1269/3 |
| ja   | Datei hochladen | Kath. Pfarrkirche zur Unbefleckten Empfängnis Mariae, Lazaristenkirche HERIS-ID: 29931 Objekt-ID: 26610                                    | Kaiserstraße 5A Standort KG: Neubau                 | Die von 1860 bis 1862 errichtete neugotische Lazaristenkirche ist der erste Bau des Architekten Friedrich von Schmidt in Wien. | BDA-Hist.: Q1809474 Status: § 2a Stand der BDA-Liste: 2025-06-30 Name: Kath. Pfarrkirche zur Unbefleckten Empfängnis Mariae, Lazaristenkirche GstNr.: 1268 Lazaristenkirche, Vienna                                              |
| ja   | Datei hochladen | Klosterkirche der Töchter des Göttlichen Heilands HERIS-ID: 29881 Objekt-ID: 26547                                                         | Kaiserstraße 25 Standort KG: Neubau                 | Die Klosterkirche wurde zunächst 1863 bis 1864 als Kapelle St. Joseph errichtet und 1925 bis 1926 durch Hans Prutscher durch Hinzufügen von Seitenschiffen und einer Empore erweitert. In der dreigeschoßigen Straßenfassade befindet sich das zweigeschoßige Mittelportal mit der Figur der Madonna mit Kind vor der Oberlichte. Im obersten Geschoß sind drei Nischenfiguren (Heiliger; segnender Christus; Nonne) angebracht. Von Prutscher stammen auch Hochaltar und Kanzel (1926). | BDA-Hist.: Q37928386 Status: § 2a Stand der BDA-Liste: 2025-06-30 Name: Klosterkirche der Töchter des Göttlichen Heilands GstNr.: 1287/1 Daughters of the Divine Saviour Convent Church, Vienna                                  |
| ja   | Datei hochladen | Kloster Töchter vom Göttlichen Heiland HERIS-ID: 29885 Objekt-ID: 26551                                                                    | Kaiserstraße 25 Standort KG: Neubau                 | Für das Kloster wurden die aus dem Vormärz stammenden Häuser Kaiserstraße 25-27, 29 und 31 zusammengefasst und im 3. Viertel des 19. Jahrhunderts adaptiert. Das dreigeschoßige Haus Kaiserstraße 25-27 wurde 1838 errichtet. Die Fassade ist durch Gesimse gegliedert, seitliche Treppengiebel sowie Fensterumrahmungen mit gotisierenden Anklängen stammen aus dem 3. Viertel des 19. Jahrhunderts. Die Pforte trägt ein Reliefmedaillon hl. Joseph von Hans Prutscher (1926). Das Biedermeierhaus Kaiserstraße 29 („Zur Zufriedenheit“) wurde 1834 errichtet. | BDA-Hist.: Q37928432 Status: § 2a Stand der BDA-Liste: 2025-06-30 Name: Kloster Töchter vom Göttlichen Heiland GstNr.: 1287/1 Daughters of the Divine Saviour Convent, Vienna                                                    |
| ja   | Datei hochladen | Reliefs der Straßenfassade HERIS-ID: 29890 Objekt-ID: 26567                                                                                | Kaiserstraße 31 Standort KG: Neubau                 | Das zum Kloster der Töchter des Göttlichen Heilands gehörende Biedermeierhaus wurde 1803 bis 1804 von Gottlieb Nigelli erbaut. Die lange Front ist durch seichte Mittel- und Eckrisalite aufgelockert. Die Lünetten im Erdgeschoß tragen teilweise Muschelreliefs. Das Gebäude wurde 2022 abgerissen. | BDA-Hist.: Q37928487 Status: Bescheid Stand der BDA-Liste: 2025-06-30 Name: Reliefs der Straßenfassade GstNr.: 1291/1 Facade reliefs, Kaiserstraße 31, Vienna                                                                    |
| ja   | Datei hochladen | Anlage Ehem. Fabriks- und Wohnanwesen der Brüder Demuth HERIS-ID: 249689seit 2024                                                          | Kaiserstraße 67–69 Standort KG: Neubau              | Das monumentale Wohngebäude in Neo-Empire-Formen mit einer Fabrik um zwei Höfe dahinter wurde 1913 nach Plänen von Arnold Heymann errichtet. | BDA-Hist.: Q126122421 Status: Bescheid Stand der BDA-Liste: 2025-06-30 Name: Anlage Ehem. Fabriks- und Wohnanwesen der Brüder Demuth GstNr.: 1485/2, 1485/1                                                                      |
| ja   | Datei hochladen | Gymnasium HERIS-ID: 47744 Objekt-ID: 51047                                                                                                 | Kandlgasse 39-43 Standort KG: Neubau                | Das Schulgebäude entstand bis 1907. Oberhalb des Portals ziert zwischen erstem und zweitem Stock ein Relief des österreichischen Doppeladlers die Fassade. | BDA-Hist.: Q38027967 Status: § 2a Stand der BDA-Liste: 2025-06-30 Name: Gymnasium GstNr.: 1318/2 Bundesrealgymnasium Kandlgasse                                                                                                  |
| ja   | Datei hochladen | Ehem. Leibgarde-Infanterie-Gebäude HERIS-ID: 30183 Objekt-ID: 26916                                                                        | Karl-Schweighofer-Gasse 3 Standort KG: Neubau       | Das ehemalige Leibgarde-Infanterie-Gebäude wurde 1848 als langgestrecktes Bauwerk mit lisenengegliedertem Mittelrisalit und Dreieckgiebelverdachung errichtet. An der Fassade findet sich eine Gedenktafel für den Philosophen Otto Weininger. | BDA-Hist.: Q37931421 Status: § 2a Stand der BDA-Liste: 2025-06-30 Name: Ehem. Leibgarde-Infanterie-Gebäude GstNr.: 298 Leibgarde-Infanterie-Gebäude                                                                              |
| ja   | Datei hochladen | Schule Mater Salvatoris HERIS-ID: 29897 Objekt-ID: 26575                                                                                   | Kenyongasse 4-8 Standort KG: Neubau                 | Das Schulgebäude wurde 1896 im Stil des Neorenaissance errichtet. Die Mittelnische beherbergt die Figur der Madonna mit Kind. | BDA-Hist.: Q37928568 Status: § 2a Stand der BDA-Liste: 2025-06-30 Name: Schule Mater Salvatoris GstNr.: 1287/1, 1287/2 Bildungszentrum Mater Salvatoris                                                                          |
| ja   | Datei hochladen | Pavillon/Gartenhaus HERIS-ID: 29893 Objekt-ID: 26571                                                                                       | Kenyongasse 10-12 Standort KG: Neubau               | Das Objekt liegt im Hof des Klosters der Töchter vom göttlichen Heiland. Anmerkung: Der Standort ist nicht frei zugänglich. | BDA-Hist.: Q37928508 Status: Bescheid Stand der BDA-Liste: 2025-06-30 Name: Pavillon/Gartenhaus GstNr.: 1290/1 |
| ja   | Datei hochladen | Miethaus, Zum weißen Kreuz HERIS-ID: 30054 Objekt-ID: 26780                                                                                | Kirchberggasse 11-13 Standort KG: Neubau            | Das barocke Vorstadthaus „Zum weißen Kreuz“ entstand im ersten Viertel des 18. Jahrhunderts und wurde mittels ionischer Riesenpilaster und geschwungener Fenstergiebel im Mittelbereich des Hauptgeschoßes strukturiert. | BDA-Hist.: Q37930034 Status: § 2a Stand der BDA-Liste: 2025-06-30 Name: Miethaus, Zum weißen Kreuz GstNr.: 226 Kirchberggasse 11                                                                                                 |
| ja   | Datei hochladen | Miethaus, Zur Schiffsmühle HERIS-ID: 30057 Objekt-ID: 26784                                                                                | Kirchberggasse 15 Standort KG: Neubau               | Das barocke Vorstadthaus „Zur Schiffsmühle“ wurde 1702 errichtet und mit einem ausgebauten Attikageschoß, Ortsteinnutung und Fenster mit Putzfaschenrahmung ausgestattet. Anmerkung: Identadresse Gutenberggasse 14 | BDA-Hist.: Q37930079 Status: § 2a Stand der BDA-Liste: 2025-06-30 Name: Miethaus, Zur Schiffsmühle GstNr.: 224 Gutenberggasse 14                                                                                                 |
| ja   | Datei hochladen | Miethaus, Zum goldenen Löwen, Zum blauen Pfau, Zum goldenen Kreuz HERIS-ID: 30193 Objekt-ID: 26926                                         | Kirchberggasse 17 Standort KG: Neubau               | Das Biedermeierzinshaus wurde 1827 von Bernhard Kledus erbaut und war unter den Namen „Zum goldenen Löwen“, „Zum blauen Pfau“ und „Zum goldenen Kreuz“ bekannt. Er besitzt eine Blendarkatur, Kordongesimse und Dachgauben. | BDA-Hist.: Q37931498 Status: § 2a Stand der BDA-Liste: 2025-06-30 Name: Miethaus, Zum goldenen Löwen, Zum blauen Pfau, Zum goldenen Kreuz GstNr.: 222 Kirchberggasse 17                                                          |
| ja   | Datei hochladen | Miethaus HERIS-ID: 30219 Objekt-ID: 26952                                                                                                  | Kirchberggasse 24 Standort KG: Neubau               | Das biedermeierliche Miethaus wurde 1825 von Karl Högel erbaut. Högel akzentuierte die Fassade mittels Nuten, einem flachen Mittelrisalit, Blendarkatur im Erdgeschoß bzw. Lünettenreliefs im Hauptgeschoß sowie einem Kordongesims. Über dem Eingangsportal befindet sich die Figur einer Eule. | BDA-Hist.: Q37931841 Status: § 2a Stand der BDA-Liste: 2025-06-30 Name: Miethaus GstNr.: 129 Kirchberggasse 24 |
| ja   | Datei hochladen | Wohnhaus, Zum Küss den Pfennig HERIS-ID: 30221 Objekt-ID: 26954                                                                            | Kirchberggasse 27 Standort KG: Neubau               | Das kleine Vorstadthaus „Zum Küss den Pfennig“ entstammt im Kern der ersten Hälfte des 18. Jahrhunderts, während die heutige Fassadengestaltung im zweiten Viertel des 19. Jahrhunderts entstand. Die frühhistoristische Fassade wurde mittels gerader Fensterverdachung und Rankenornamentik umgesetzt. | BDA-Hist.: Q37931861 Status: § 2a Stand der BDA-Liste: 2025-06-30 Name: Wohnhaus, Zum Küss den Pfennig GstNr.: 216 Kirchberggasse 27                                                                                             |
| ja   | Datei hochladen | Bürgerhaus, Zum goldenen Bären HERIS-ID: 30225 Objekt-ID: 26959                                                                            | Kirchengasse 28 Standort KG: Neubau                 | Das dreigeschoßige Biedermeierhaus „Zum goldenen Bären“ wurde 1824 von Ignaz Göll geschaffen und mittels Lünettenreliefs im Hauptgeschoß geschmückt. | BDA-Hist.: Q37931883 Status: Bescheid Stand der BDA-Liste: 2025-06-30 Name: Bürgerhaus, Zum goldenen Bären GstNr.: 375/1 Kirchengasse 28                                                                                         |
| ja   | Datei hochladen | Miethaus HERIS-ID: 30226 Objekt-ID: 26960                                                                                                  | Kirchengasse 34 Standort KG: Neubau                 | Das Miethaus mit frühhistoristischer Fassade wurde 1836 mit reicher Fassadengliederung erbaut. Das Foyer des Gebäudes beherbergt eine eingestellte Säule und eine bemerkenswerte Stiege mit gusseisernem Treppenpfeiler. | BDA-Hist.: Q37931925 Status: Bescheid Stand der BDA-Liste: 2025-06-30 Name: Miethaus GstNr.: 15, 16 Kirchengasse 34 |
| ja   | Datei hochladen | Miethaus, Zur Ungarischen Krone HERIS-ID: 30227 Objekt-ID: 26961                                                                           | Kirchengasse 36 Standort KG: Neubau                 | Das Miethaus „Zur Ungarischen Krone“ gehört zu einem Verband biedermeierlicher Häuser, wobei das Gebäude mit einem Pawlatschenhof ausgestattet wurde. | BDA-Hist.: Q37931944 Status: Bescheid Stand der BDA-Liste: 2025-06-30 Name: Miethaus, Zur Ungarischen Krone GstNr.: 14 Kirchengasse 36                                                                                           |
| ja   | Datei hochladen | Miethaus HERIS-ID: 30228 Objekt-ID: 26962                                                                                                  | Lerchenfelder Straße 13 Standort KG: Neubau         | Das Durchhaus zwischen Lerchenfelderstraße 13 und Neustiftgasse 16 entstand zwischen 1848 und 1856 mit drei Höfen, die teilweise mit Pawlatschen ausgestattet wurden. Die Fassaden wurden mit frühhistoristischer, additiver Fassadengliederung versehen und mit Dreiecksgiebeln bzw. Büstendekor akzentuiert. Die Höfe verfügen über Zwischentrakte über triumphbogenartigen Pfeilerdurchgängen. Innerhalb der Anlage findet sich ein Kruzifix aus der Mitte des 18. Jahrhunderts und eine Holzfigur des heiligen Nepomuk aus der 1. Hälfte des 18. Jahrhunderts. | BDA-Hist.: Q1981724 Status: Bescheid Stand der BDA-Liste: 2025-06-30 Name: Miethaus GstNr.: 110 Schottendurchhaus |
| ja   | Datei hochladen | Wohn- und Geschäftshaus, mit ehem. Phönix-Kino HERIS-ID: 30229 Objekt-ID: 26963                                                            | Lerchenfelder Straße 35 Standort KG: Neubau         | Das Miethaus, das ursprünglich als Kino diente, wurde zwischen 1912 und 1913 nach Plänen von Hans Prutscher errichtet. Prutscher akzentuierte die Fassade mittels undulierender Gliederung und Wulststabdekor, das Foyer gestaltete er mittels Marmorverkleidung und Farbglasfenstern. | BDA-Hist.: Q37931972 Status: Bescheid Stand der BDA-Liste: 2025-06-30 Name: Wohn- und Geschäftshaus, mit ehem. Phönix-Kino GstNr.: 680 Lerchenfelder Straße 35                                                                   |
| ja   | Datei hochladen | Kath. Pfarrkirche zu den Sieben Zufluchten, Altlerchenfelder Kirche HERIS-ID: 29911 Objekt-ID: 26590                                       | Lerchenfelder Straße 103–109 Standort KG: Neubau    | Die Altlerchenfelder Pfarrkirche wurde an Stelle eines älteren Gebäudes von 1848 bis 1850 im Stil des romantischen Historismus errichtet. | BDA-Hist.: Q442414 Status: § 2a Stand der BDA-Liste: 2025-06-30 Name: Kath. Pfarrkirche zu den Sieben Zufluchten, Altlerchenfelder Kirche GstNr.: 1764 Altlerchenfelder Kirche                                                   |
| ja   | Datei hochladen | Altlerchenfelder Pfarrhof HERIS-ID: 60928 Objekt-ID: 73313                                                                                 | Lerchenfelder Straße 111 Standort KG: Neubau        | Der Pfarrhof der Altlerchenfelder Pfarrkirche wurde 1862 nach Plänen der Architekten Johann Georg Müller und Friedrich von Schmidt errichtet. Die dreigeschoßige, blockhafte Bau besitzt eine schlichte Lisenen- und Gesimsgliederung in Sichtziegel und Terrakotta. | BDA-Hist.: Q38093676 Status: § 2a Stand der BDA-Liste: 2025-06-30 Name: Altlerchenfelder Pfarrhof GstNr.: 1765, 1766 Altlerchenfelder Pfarrhof                                                                                   |
| ja   | Datei hochladen | Bürgerhaus HERIS-ID: 30233 Objekt-ID: 26967                                                                                                | Lindengasse 49 Standort KG: Neubau                  | Der 1802 bzw. 1828 errichtete, langgestreckte dreigeschoßige Zinsbau im Stil des Klassizismus besitzt betonte Mittel- und Eckteile sowie Korbbogenportale mit figürlichen Lünettenreliefs. | BDA-Hist.: Q37931988 Status: Bescheid Stand der BDA-Liste: 2025-06-30 Name: Bürgerhaus GstNr.: 470/1 Wohnhaus Lindengasse 49 |
| ja   | Datei hochladen | Marcus Omofuma Gedenkstein, Platz der Menschenrechte HERIS-ID: 206630seit 2023                                                             | Mariahilfer Straße 2, bei Standort KG: Neubau       | Der Stein erinnert an den bei seiner Abschiebung zu Tode gekommenen Marcus Omofuma und wurde 2003 von Ulrike Truger aus afrikanischem Granit geschaffen. | BDA-Hist.: Q111796332 Status: Bescheid Stand der BDA-Liste: 2025-06-30 Name: Marcus Omofuma Gedenkstein, Platz der Menschenrechte GstNr.: 1862/1 Marcus Omofuma Stein                                                            |
| ja   | Datei hochladen | Wohn- und Geschäftshaus HERIS-ID: 30050 Objekt-ID: 26776                                                                                   | Mariahilfer Straße 6 Standort KG: Neubau            | Das Wohn- und Geschäftshaus ist ein frühhistoristisches Gebäude mit einem Fassadenrelief einer weiblichen Figur aus dem Beginn des 20. Jahrhunderts sowie langgestreckten Hoftrakten aus dem Beginn des 19. Jahrhunderts. | BDA-Hist.: Q37929974 Status: Bescheid Stand der BDA-Liste: 2025-06-30 Name: Wohn- und Geschäftshaus GstNr.: 271 Mariahilfer Straße 6                                                                                             |
| ja   | Datei hochladen | Stiftskirche, Garnisonkirche zum hl. Kreuz HERIS-ID: 29935 Objekt-ID: 26614                                                                | bei Mariahilfer Straße 22-24 Standort KG: Neubau    | Die Stiftskirche wurde 1739 möglicherweise nach Entwürfen von Joseph Emanuel Fischer von Erlach errichtet und in der Folge 1772 und 1799 umgestaltet. Die barocke Saalkirche beherbergt einen Hochaltar aus dem späten 18. Jahrhundert mit einem Altarbild, das die Kreuzigung Jesu Christi zeigt. | BDA-Hist.: Q1723658 Status: § 2a Stand der BDA-Liste: 2025-06-30 Name: Stiftskirche, Garnisonkirche zum hl. Kreuz GstNr.: 301 Stiftskirche, Vienna                                                                               |
| ja   | Datei hochladen | Wohn- und Geschäftshaus, Bankfiliale HERIS-ID: 30451 Objekt-ID: 27196                                                                      | Mariahilfer Straße 70 Standort KG: Neubau           | Das Wohn- und Geschäftshaus wurde um 1910 errichtet. Die im Erdgeschoß befindliche Bankfiliale entstand 1914 nach Entwürfen von Adolf Loos mit streng klassizistischem Portal, Vestibül sowie Kassensaal mit Glasdach. | BDA-Hist.: Q37934078 Status: Bescheid Stand der BDA-Liste: 2025-06-30 Name: Wohn- und Geschäftshaus, Bankfiliale GstNr.: 489 Mariahilfer Straße 70                                                                               |
| ja   | Datei hochladen | Mechitaristenkloster HERIS-ID: 60805 Objekt-ID: 73185                                                                                      | Mechitaristengasse 2, 4 Standort KG: Neubau         | Das Klostergebäude wurde 1835–1837 durch Joseph Kornhäusel an der Stelle eines bis 1783 bestehenden Kapuzinerklosters errichtet. Der langgestreckte viergeschoßige Bau weist eine einfache additive Fassadengliederung, ein von Pilastern flankiertes Rundbogenportal sowie im ersten Obergeschoß Fenster mit Dreiecksgiebeln auf. Zum Klosterkomplex gehört auch die Klosterkirche. | BDA-Hist.: Q2092965 Status: § 2a Stand der BDA-Liste: 2025-06-30 Name: Mechitaristenkloster GstNr.: 122, 120 Mekhitarist Monastery of Vienna                                                                                     |
| ja   | Datei hochladen | Wohnhaus, Lanner-Geburtshaus HERIS-ID: 30453 Objekt-ID: 27198                                                                              | Mechitaristengasse 5 Standort KG: Neubau            | Dieses Vorstadt-Bürgerhaus entstand im vierten Viertel des 18. Jahrhunderts und weist eine schlichte, additiv gegliederte Fassade sowie einen kleinen Hof auf. In ihm wurde 1801 Joseph Lanner geboren. | BDA-Hist.: Q37934099 Status: Bescheid Stand der BDA-Liste: 2025-06-30 Name: Wohnhaus, Lanner-Geburtshaus GstNr.: 96 Mechitaristengasse 5                                                                                         |
| ja   | Datei hochladen | Bürgerhaus HERIS-ID: 30454 Objekt-ID: 27199                                                                                                | Mechitaristengasse 6 Standort KG: Neubau            | Das josephinische Bürgerhaus (Ende des 18. Jahrhunderts) hat eine reich gegliederte Plattenstilfassade, Lisenengliederung und variierende Fensterverdachungen. | BDA-Hist.: Q37934117 Status: Bescheid Stand der BDA-Liste: 2025-06-30 Name: Bürgerhaus GstNr.: 118/1 Mechitaristengasse 6 |
| ja   | Datei hochladen | Bürgerhaus, Zum Sonnenaufgang HERIS-ID: 30456 Objekt-ID: 27201                                                                             | Mechitaristengasse 9 Standort KG: Neubau            | Das josephinische Bürgerhaus „Zum Sonnenaufgang“ wurde ebenfalls Ende des 18. Jahrhunderts errichtet. Die Fassade im Plattenstil ist durch Lisenen gegliedert, die Sturzfelder zeigen Reliefs mit allegorische Darstellungen der Jahreszeiten, das Portal ist reich gerahmt und das Haustor mit Löwenköpfen verziert. An der Rückseite des Gebäudes befindet sich ein Pawlatschenhof. | BDA-Hist.: Q37934152 Status: Bescheid Stand der BDA-Liste: 2025-06-30 Name: Bürgerhaus, Zum Sonnenaufgang GstNr.: 98 Mechitaristengasse 9                                                                                        |
| ja   | Datei hochladen | Miethaus HERIS-ID: 30457 Objekt-ID: 27202                                                                                                  | Mentergasse 3, 5 Standort KG: Neubau                | Die beiden historistischen Gebäude nach Plänen der Architekten Josef Baldia und Alois Böhm entstanden 1883. Die Ädikulafenster im Hauptgeschoß werden durch Karyatiden flankiert. | BDA-Hist.: Q37934171 Status: Bescheid Stand der BDA-Liste: 2025-06-30 Name: Miethaus GstNr.: 1721/2; 1721/3 Mentergasse 3-5 |
| ja   | Datei hochladen | Miethaus HERIS-ID: 30458 Objekt-ID: 27203                                                                                                  | Mentergasse 11 Standort KG: Neubau                  | Das dreigeschoßige späthistoristische Palais wurde 1879 von Johann Theiss erbaut und 1913/14 für Erich Altgraf zu Salm adaptiert und ausgebaut. Die reich Fassade ist geprägt durch reich gegliederte barockisierende Fensterrahmungen und Dachhäuschen. Über dem seitlich angeordneten Portal befindet sich das Salm’sche Wappen. | BDA-Hist.: Q37934189 Status: Bescheid Stand der BDA-Liste: 2025-06-30 Name: Miethaus GstNr.: 1722/3 Palais Salm, Neubau |
| ja   | Datei hochladen | Miethaus HERIS-ID: 30462 Objekt-ID: 27207 Wiener Wohnen: 646                                                                               | Mondscheingasse 9 Standort KG: Neubau               | Das Wohnhausanlage entstand zwischen 1938 und 1940 nach Plänen des Architekten Walter Pind. An der Fassade findet sich ein hünenhaftes Relief aus Terrakotta von Ferdinand Opitz, das den Kampf Siegfrieds gegen den Drachen Fafnir darstellt. | BDA-Hist.: Q37934238 Status: § 2a Stand der BDA-Liste: 2025-06-30 Name: Miethaus GstNr.: 394/1 Wohnhausanlage Mondscheingasse 9                                                                                                  |
| ja   | Datei hochladen | Telefon- und Postzentrale HERIS-ID: 30467 Objekt-ID: 27212                                                                                 | Mondscheingasse 13-15 Standort KG: Neubau           | Das 1906 errichtete Post- und Telegraphenamt entstand nach Plänen von Eugen Fassbender mit secessionistisch-neoklassizistischem Dekor. Der monumentale Bau besitzt zudem einen hohen Eckturm. | BDA-Hist.: Q37934316 Status: Bescheid Stand der BDA-Liste: 2025-06-30 Name: Telefon- und Postzentrale GstNr.: 550 Telefon- und Postzentrale Mondscheingasse                                                                      |
| ja   | Datei hochladen | Figurenbildstock, hl. Johannes Nepomuk HERIS-ID: 30459 Objekt-ID: 27204                                                                    | Museumsplatz Standort KG: Neubau                    | Die Steinfigur aus dem Jahr 1770 wurde anlässlich der Renovierung 1862 auf ein Postament mit neugotischem Dekor gestellt. | BDA-Hist.: Q1575223 Status: § 2a Stand der BDA-Liste: 2025-06-30 Name: Figurenbildstock, hl. Johannes Nepomuk GstNr.: 1863/24 Statue of John of Nepomuk (Vienna, Museumsplatz)                                                   |
| ja   | Datei hochladen | Wohnhaus, Bellaria-Kino HERIS-ID: 72124 Objekt-ID: 85350                                                                                   | Museumstraße 3 Standort KG: Neubau                  | Die von 1910 bis 1911 nach Plänen des Architekten Rudolf Erdös erbauten Häuser Museumstraße 3 und 5 bilden einen monumentalen späthistoristischen Straßenhof, der durch ein breit geschwungenes Gittertor gegen die Straße abgegrenzt ist. Die Fassaden sind durch Risalite, Giebel und Gitterbalkone gegliedert und tragen üppigen Dekor in den Formen des französischen Rokoko. In diesem Gebäude befindet sich das Bellaria Kino. | BDA-Hist.: Q115931967 Status: Bescheid Stand der BDA-Liste: 2025-06-30 Name: Wohnhaus, Bellaria-Kino GstNr.: 124/1 Museumstraße 3, Vienna                                                                                        |
| ja   | Datei hochladen | Straßenhof HERIS-ID: 30478 Objekt-ID: 27226                                                                                                | Museumstraße 5 Standort KG: Neubau                  | siehe Museumstraße 3 | BDA-Hist.: Q37934495 Status: Bescheid Stand der BDA-Liste: 2025-06-30 Name: Straßenhof GstNr.: 124/2 Museumstraße 5, Vienna |
| ja   | Datei hochladen | Palais Trautson, Justizministerium HERIS-ID: 30480 Objekt-ID: 27230                                                                        | Museumstraße 7 Standort KG: Neubau                  | Das nach Plänen von Johann Bernhard Fischer von Erlach 1710–1712 erbaute Palais beherbergt heute das Bundesministerium für Justiz. | BDA-Hist.: Q471908 Status: § 2a Stand der BDA-Liste: 2025-06-30 Name: Palais Trautson, Justizministerium GstNr.: 123/1, 123/5 Palais Trautson                                                                                    |
| ja   | Datei hochladen | Bürgerhaus, Zum blauen Löwen HERIS-ID: 30484 Objekt-ID: 27234                                                                              | Myrthengasse 10 Standort KG: Neubau                 | Das Miethaus „Zum blauen Löwen“ besitzt eine reich gegliederte Fassade, wobei die Fassade in der Neustiftgasse 1886 von Camillo Sitte gestaltet wurde. | BDA-Hist.: Q37934580 Status: Bescheid Stand der BDA-Liste: 2025-06-30 Name: Bürgerhaus, Zum blauen Löwen GstNr.: 799 Myrthengasse 10                                                                                             |
| ja   | Datei hochladen | Ehem. Wohn- und Geschäftshaus „Duldner & Deutsch“ HERIS-ID: 11908 Objekt-ID: 8029                                                          | Neubaugasse 10 Standort KG: Neubau                  | Das 1912 nach Plänen von Leopold Fuchs entworfene, secessionistische Bau besitzt einen dominanten Mittelerker und eine reich gegliederte Dachzone. Das Foyer besitzt Elemente der Wiener Werkstätte. | BDA-Hist.: Q38116439 Status: Bescheid Stand der BDA-Liste: 2025-06-30 Name: Ehem. Wohn- und Geschäftshaus „Duldner & Deutsch“ GstNr.: 448 Neubaugasse 10                                                                         |
| ja   | Datei hochladen | Bürgerhaus, Zu den neun Kurfürsten, Zum goldenen Becher HERIS-ID: 30522 Objekt-ID: 27273                                                   | Neubaugasse 16 Standort KG: Neubau                  | Das Miethaus „Zu den neun Kurfürsten“ bzw. „Zum goldenen Becher“ entstand 1820 als Bürgerhaus mit schlichter Fassadengliederung. An der Fassade finden sich die neun, namensgebenden, kleinen Reiterfiguren. | BDA-Hist.: Q37935137 Status: Bescheid Stand der BDA-Liste: 2025-06-30 Name: Bürgerhaus, Zu den neun Kurfürsten, Zum goldenen Becher GstNr.: 455 Neubaugasse 16                                                                   |
| ja   | Datei hochladen | Bürgerhaus, Zum goldenen Greif HERIS-ID: 30531 Objekt-ID: 27282                                                                            | Neubaugasse 62 Standort KG: Neubau                  | Das Miethaus „Zum goldenen Greif“ wurde Mitte des 18. Jahrhunderts als spätbarockes Bürgerhaus erbaut. Die Fassade weist Pilastergliederung, Rokokostuck und eine metallene Wappenkartusche auf. | BDA-Hist.: Q37935227 Status: Bescheid Stand der BDA-Liste: 2025-06-30 Name: Bürgerhaus, Zum goldenen Greif GstNr.: 862/2 Neubaugasse 62                                                                                          |
| ja   | Datei hochladen | Emailbrennofen HERIS-ID: 110789 Objekt-ID: 128512                                                                                          | Neubaugasse 63 Standort KG: Neubau                  | Im Haus Neubaugasse 63 ist seit über hundert Jahren ein Erzeuger von Emailschildern etabliert, in dessen Betriebsräumen sich der Brennofen befindet. Der Ofen ist nicht frei zugänglich. | BDA-Hist.: Q37820763 Status: Bescheid Stand der BDA-Liste: 2025-06-30 Name: Emailbrennofen GstNr.: 888 |
| ja   | Datei hochladen | Wohnhaus HERIS-ID: 74420 Objekt-ID: 87822                                                                                                  | Neubaugasse 71 Standort KG: Neubau                  | Das monumentale späthistoristische Zinshaus mit Erkergliederung und Fassadendekor in den Formen der Florentiner Frührenaissance wurde 1894 von Fr. Neumann errichtet. Es beherbergt ein Geschäftsportal in den Formen der Wiener Werkstätte. | BDA-Hist.: Q38134639 Status: Bescheid Stand der BDA-Liste: 2025-06-30 Name: Wohnhaus GstNr.: 820 Neubaugasse 71 |
| ja   | Datei hochladen | Hesser-Denkmal, Denkmal des niederösterr. Infanterie-Regiments Nr. 49, 13. Mai 1809 HERIS-ID: 30534 Objekt-ID: 27285 Wien Kulturgut: 43389 | Neubaugürtel 14 – 16, gegenüber Standort KG: Neubau | Das Denkmal wurde 1909 von Josef Tuch geschaffen. Es erinnert an ein Gefecht bei der Schwarzen Lackenau am 13. Mai 1809, bei dem den Truppen Napoleon Bonapartes der Übergang auf das linke Donauufer verwehrt wurde. | BDA-Hist.: Q23689759 Status: § 2a Stand der BDA-Liste: 2025-06-30 Name: Hesser-Denkmal, Denkmal des niederösterr. Infanterie-Regiments Nr. 49, 13.5.1809 GstNr.: 2043 Hesser-Denkmal                                             |
| ja   | Datei hochladen | ehem. Stadtbahn – Teilbereich der heutigen U6 HERIS-ID: 111235 Objekt-ID: 129026                                                           | Neubaugürtel Standort KG: Neubau                    | Die Stadtbahn wurde ab 1892 im Zuge der Regulierung von Donaukanal und Wienfluss geplant, ästhetischer Beirat war seit 1894 Otto Wagner. Er plante mit seinen Mitarbeitern Unterbau, Hochbauten (Stützmauern, Brücken, Tunnelportale, Viadukte, Stationen) und Details (Geländer, Gitter, Tore, Möbel, Beleuchtungsköper etc.) aller Stadtbahnlinien. Es entstanden nach sechs Jahren Bauzeit etwa vierzig Bahnkilometer mit 36 Stationen im Stil des Späthistorismus mit Jugendstilelementen. Von 1969 bis 1989 wurde das System modernisiert und schrittweise in das U-Bahn-Netz integriert. In Neubau ist die Stadtbahn größtenteils als Untergrundbahn entlang des Gürtels ausgeführt und kommt nördlich der Station Burggasse an die Oberfläche. | BDA-Hist.: Q64765159 Status: Bescheid Stand der BDA-Liste: 2025-06-30 Name: ehem. Stadtbahn – Teilbereich der heutigen U6 GstNr.: 1306/5, 1306/26, 2039/2, 1901/9, 2052, 1901/13, 2048, 2053, 2054 Vienna Stadtbahn architecture |
| ja   | Datei hochladen | U-Bahn Station Burggasse-Stadthalle, ehem. Stadtbahnstation HERIS-ID: 30045 Objekt-ID: 26771                                               | Neubaugürtel Standort KG: Neubau                    | Diese von Otto Wagner geplante Station der Wiener Stadtbahn entspricht dem Typ der Tiefbahnstation. Sie ist ein Torbau für die Stiegenanlagen zum Bahnhof. Der Stil ist moderner (secessionistischer) als der der Hochbahnstationen. Das markanteste Element sind die auf durchbrochenen Metallpfeilern ruhenden Traggitterkonstruktionen über den Eingängen. Die seitlichen Abdeckungen der Abgänge sowie die gusseisernen Stützen der Bahnsteigdächer sind original erhalten. | BDA-Hist.: Q2465678 Status: § 2a Stand der BDA-Liste: 2025-06-30 Name: U-Bahn Station Burggasse-Stadthalle, ehem. Stadtbahnstation GstNr.: 405, 1966/4 Burggasse-Stadthalle metro station                                        |
| ja   | Datei hochladen | Klosterkirche Maria Schutz, Mechitaristenkirche HERIS-ID: 29933 Objekt-ID: 26612                                                           | bei Neustiftgasse 4 Standort KG: Neubau             | Die von der Straßenfront zurückgesetzte Saalkirche in Formen der Neorenaissance mit rustizierter Giebelfassade und zurückgesetzten Türmen entstand 1871–1873 nach Plänen von Camillo Sitte an Stelle eines älteren Baus (Kapuzinerkirche hl. Franziskus). Sie gehört zum Komplex des Mechitaristenklosters. | BDA-Hist.: Q37928848 Status: § 2a Stand der BDA-Liste: 2025-06-30 Name: Klosterkirche Maria Schutz, Mechitaristenkirche GstNr.: 121 Mechitaristenkirche                                                                          |
| ja   | Datei hochladen | Bürgerhaus, Zum goldenen Becher HERIS-ID: 30536 Objekt-ID: 27287                                                                           | Neustiftgasse 7 Standort KG: Neubau                 | Vorstädtisches Bürgerhaus vom Ende des 18. Jahrhunderts mit Plattenstilfassade und einem Pawlatschenhof. | BDA-Hist.: Q37935295 Status: Bescheid Stand der BDA-Liste: 2025-06-30 Name: Bürgerhaus, Zum goldenen Becher GstNr.: 133 Neustiftgasse 7                                                                                          |
| ja   | Datei hochladen | Bürgerhaus, Zur großen Kandl, Kirchbergsches Stiftungshaus HERIS-ID: 30537 Objekt-ID: 27288                                                | Neustiftgasse 9 Standort KG: Neubau                 | Das 1811 bis 1812 errichtete Gebäude hat eine schlichte Fassade mit Rahmenfelderdekor. | BDA-Hist.: Q37935319 Status: Bescheid Stand der BDA-Liste: 2025-06-30 Name: Bürgerhaus, Zur großen Kandl, Kirchbergsches Stiftungshaus GstNr.: 134 Neustiftgasse 9                                                               |
| ja   | Datei hochladen | Wohnhaus, Zum grünen Kleeblatt HERIS-ID: 30538 Objekt-ID: 27289                                                                            | Neustiftgasse 25 Standort KG: Neubau                | Das Haus stammt im Kern aus der Mitte des 16. Jahrhunderts, die Fassade mit einfacher Lisenen- und Rahmenfeldergliederung dagegen erst aus dem 17. Jahrhundert. | BDA-Hist.: Q37935343 Status: Bescheid Stand der BDA-Liste: 2025-06-30 Name: Wohnhaus, Zum grünen Kleeblatt GstNr.: 85 Neustiftgasse 25                                                                                           |
| ja   | Datei hochladen | Bürgerhaus, Zur goldenen Weintraube HERIS-ID: 30539 Objekt-ID: 27290                                                                       | Neustiftgasse 27 Standort KG: Neubau                | Im Kern datiert das Gebäude aus der Mitte des 16. bis 17. Jahrhunderts. Die Fassade aus dem dritten Viertel des 18. Jahrhunderts zeigt reichen Platten- und Zopfdekor, ein Relief einer Weintraube über dem Portal und in einer reich gerahmten Nische an der Ecke eine Figur des hl. Johannes Nepomuk. Im unregelmäßigen Hof befinden sich Pawlatschen, ein seitlicher Stiegenaufgang sowie eine Büste aus der zweiten Hälfte des 18. Jahrhunderts. | BDA-Hist.: Q37935392 Status: Bescheid Stand der BDA-Liste: 2025-06-30 Name: Bürgerhaus, Zur goldenen Weintraube GstNr.: 84 Neustiftgasse 27                                                                                      |
| ja   | Datei hochladen | Wohnhaus, Zum ägyptischen Josef, Zum blauen Adler HERIS-ID: 30542 Objekt-ID: 27293                                                         | Neustiftgasse 30 Standort KG: Neubau                | Das im vierten Viertel des 18. Jahrhunderts errichtete Haus hat eine Plattenstilfassade. Im Stiegenhaus sind Gittertüren aus der Entstehungszeit erhalten. | BDA-Hist.: Q37935430 Status: Bescheid Stand der BDA-Liste: 2025-06-30 Name: Wohnhaus, Zum ägyptischen Josef, Zum blauen Adler GstNr.: 672 Neustiftgasse 30, Vienna                                                               |
| ja   | Datei hochladen | Augustin-Brunnen HERIS-ID: 30545 Objekt-ID: 27296 Wien Kulturgut: 43396                                                                    | bei Neustiftgasse 32 Standort KG: Neubau            | Der Augustin-Brunnen wurde von Johann Scherpe geschaffen und 1908 enthüllt. Die Figur des lieben Augustin erinnert an den Bänkelsänger und Sackpfeifer Marx Augustin, der im 17. Jahrhundert versehentlich in eine Pestgrube an dieser Stelle geworfen wurde. | BDA-Hist.: Q768193 Status: § 2a Stand der BDA-Liste: 2025-06-30 Name: Augustin-Brunnen GstNr.: 1863/2 Augustinbrunnen |
| ja   | Datei hochladen | Figur, Maria Immaculata HERIS-ID: 30959 Objekt-ID: 27846                                                                                   | Neustiftgasse 66 Standort KG: Neubau                | Die Figur aus dem 18. Jahrhundert steht seit 1961 unter Denkmalschutz und stammt vom Vorgängerbau des heutigen Gebäudes. Heute wird sie in einer Wohnung des Gebäudes aufbewahrt. | BDA-Hist.: Q37939158 Status: Bescheid Stand der BDA-Liste: 2025-06-30 Name: Figur, Maria Immaculata GstNr.: 730, 731 |
| ja   | Datei hochladen | Musikgymnasium und Berufspädagogisches Institut des Bundes HERIS-ID: 30546 Objekt-ID: 27297                                                | Neustiftgasse 95-99 Standort KG: Neubau             | Das Berufspädagogische Institut des Bundes entstand 1873 nach Plänen des Architekten Sattler in den Formen der Neu-Wiener Renaissance mit einer streng historistischen palaisartigen Fassade (übergiebelter Mittelrisalit mit Halbsäulengliederung in den Hauptgeschoßen). Heute ist dort das Musikgymnasium Wien untergebracht. | BDA-Hist.: Q15122185 Status: § 2a Stand der BDA-Liste: 2025-06-30 Name: Musikgymnasium und Berufspädagogisches Institut des Bundes GstNr.: 775 Neustiftgasse 95-99                                                               |
| ja   | Datei hochladen | Bürgerhaus HERIS-ID: 30547 Objekt-ID: 27298                                                                                                | Neustiftgasse 106 Standort KG: Neubau               | Das 1826 entstandene Haus trägt eine Biedermeierfassade mit geriefelten Lisenen, Lünettenreliefs und -muscheln. | BDA-Hist.: Q37935474 Status: Bescheid Stand der BDA-Liste: 2025-06-30 Name: Bürgerhaus GstNr.: 1674 Neustiftgasse 106 |
| ja   | Datei hochladen | Wohnbau der Gemeinde Wien HERIS-ID: 30548 Objekt-ID: 27299 Wiener Wohnen: 644                                                              | Neustiftgasse 143 Standort KG: Neubau               | Die städtische Wohnhausanlage, erbaut 1925 durch Georg Rupprecht, hat Art-déco-Dekor an der Fassade sowie im Foyer und im Stiegenhaus. | BDA-Hist.: Q37935494 Status: § 2a Stand der BDA-Liste: 2025-06-30 Name: Wohnbau der Gemeinde Wien GstNr.: 1696/53 Wohnhausanlage Neustiftgasse 143                                                                               |
| ja   | Datei hochladen | Wohn- und Geschäftshaus HERIS-ID: 30669 Objekt-ID: 27427                                                                                   | Schottenfeldgasse 65 Standort KG: Neubau            | Das 1905 durch Oskar Neumann errichtete secessionistische Gebäude beherbergte ursprünglich die Schuhfabrik Andreas Neider. Die mit Riefelputz und Noppendekor gestaltete Fassade ist durch Balkons und Erker nüchtern gegliedert und trägt Reliefs des Doppeladlers. Das marmorverkleidete Foyer ist durch Putzfelder und Kassetten gegliedert. | BDA-Hist.: Q37936873 Status: Bescheid Stand der BDA-Liste: 2025-06-30 Name: Wohn- und Geschäftshaus GstNr.: 1432 Schottenfeldgasse 65                                                                                            |
| ja   | Datei hochladen | Amtsgebäude, ehem. Finanzamt HERIS-ID: 30553 Objekt-ID: 27304                                                                              | Seidengasse 20 Standort KG: Neubau                  | Das secessionistische, durch Erker und Gesimse gegliederte Gebäude entstand 1906 nach Plänen von Hans Dworak; die Fassade zeigt figürliche Reliefs und Blattdekor. | BDA-Hist.: Q37935601 Status: § 2a Stand der BDA-Liste: 2025-06-30 Name: Amtsgebäude, ehem. Finanzamt GstNr.: 1172 Amtsgebäude Seidengasse 20, Neubau                                                                             |
| ja   | Datei hochladen | Bürgerhaus HERIS-ID: 30557 Objekt-ID: 27308                                                                                                | Siebensterngasse 5 Standort KG: Neubau              | Das klassizierende Biedermeierhaus mit dorischer Pilastergliederung wurde 1831 von Josef Strohmayer errichtet. Strohmayer setzte zudem Blendarkatur ein und entwarf ein Stiegenhaus mit Vierpfeilertreppe. | BDA-Hist.: Q37935619 Status: Bescheid Stand der BDA-Liste: 2025-06-30 Name: Bürgerhaus GstNr.: 291 Siebensterngasse 5 |
| ja   | Datei hochladen | Bürgerhaus, Zur grünen Säule HERIS-ID: 30561 Objekt-ID: 27312                                                                              | Siebensterngasse 17 Standort KG: Neubau             | Das barocke Vorstadt-Bürgerhaus „Zur grünen Säule“ wurde Mitte des 18. Jahrhunderts erbaut und besitzt eine ionische Pilastergliederung sowie eine reiche Fensterrahmung mit geschweiften Giebeln. Das Portal des Hauses wird von Pilastern flankiert, im Giebelfeld des Portals findet sich eine Reliefkartusche mit einer grünen ionischen Säule. Die hölzerne Eingangstür weist geschnitzte Rokokokartuschen auf. | BDA-Hist.: Q37935657 Status: Bescheid Stand der BDA-Liste: 2025-06-30 Name: Bürgerhaus, Zur grünen Säule GstNr.: 363/1 Siebensterngasse 17                                                                                       |
| ja   | Datei hochladen | Wohn- und Geschäftshaus HERIS-ID: 30645 Objekt-ID: 27398                                                                                   | Siebensterngasse 42-44 Standort KG: Neubau          | Das Wohn- und Geschäftshaus entstand zwischen 1913 und 1914 nach Plänen von Oskar Czepa und Arnold Wiesbauer. Der neoklassizistische Bau verfügt über Balkone und überkuppelte Mansardenhäuschen. Der reiche Dekor entstand in Anlehnung an die Wiener Werkstätte. | BDA-Hist.: Q37936536 Status: Bescheid Stand der BDA-Liste: 2025-06-30 Name: Wohn- und Geschäftshaus GstNr.: 639 Siebensterngasse 42-44                                                                                           |
| ja   | Datei hochladen | Bürgerhaus Zum steinernen Lamm HERIS-ID: 30563 Objekt-ID: 27314                                                                            | Sigmundsgasse 1 Standort KG: Neubau                 | Die Sigmundsgasse wurde 1837 angelegt und weist eine einheitliche, geschlossen erhaltene Verbauung mit drei- bis viergeschoßigen Zinshäusern aus den zweiten Viertel des 19. Jahrhunderts auf. Die Fassaden sind zumeist frühhistoristisch additiv gegliedert; an den Rückseiten liegen schmale Höfe, teilweise Gärten. Das Haus „Zum steinernen Lamm“ ist ein spätbiedermeierliches Gebäude (zweites Viertel des 19. Jahrhunderts) mit flacher Risalitgliederung, klassizisierenden Gesimsfriesen und Mittelattika sowie Pawlatschenhof. | BDA-Hist.: Q37935676 Status: Bescheid Stand der BDA-Liste: 2025-06-30 Name: Bürgerhaus Zum steinernen Lamm GstNr.: 50 Sigmundsgasse 1                                                                                            |
| ja   | Datei hochladen | Bürgerhaus HERIS-ID: 87741 Objekt-ID: 102169                                                                                               | Sigmundsgasse 2 Standort KG: Neubau                 | Biedermeierhaus aus dem Jahr 1839 | BDA-Hist.: Q37721468 Status: Bescheid Stand der BDA-Liste: 2025-06-30 Name: Bürgerhaus GstNr.: 51/5 Sigmundsgasse 2 |
| ja   | Datei hochladen | Bürgerhaus HERIS-ID: 87743 Objekt-ID: 102172                                                                                               | Sigmundsgasse 3 Standort KG: Neubau                 | Der Mittelteil des 1841 errichteten Gebäudes ist durch zarten Dekor betont. | BDA-Hist.: Q37721491 Status: Bescheid Stand der BDA-Liste: 2025-06-30 Name: Bürgerhaus GstNr.: 47 Sigmundsgasse 3 |
| ja   | Datei hochladen | Bürgerhaus HERIS-ID: 41793 Objekt-ID: 42363                                                                                                | Sigmundsgasse 4 Standort KG: Neubau                 | Der Fassadendekor des 1837 errichteten Biedermeierhauses wurde abgeschlagen. | BDA-Hist.: Q38002656 Status: Bescheid Stand der BDA-Liste: 2025-06-30 Name: Bürgerhaus GstNr.: 57 Sigmundsgasse 4 |
| ja   | Datei hochladen | Wohnhaus HERIS-ID: 82333 Objekt-ID: 96153                                                                                                  | Sigmundsgasse 5 Standort KG: Neubau                 | Biedermeierhaus aus dem Jahr 1841. | BDA-Hist.: Q38178251 Status: Bescheid Stand der BDA-Liste: 2025-06-30 Name: Wohnhaus GstNr.: 45 Sigmundsgasse 5 |
| ja   | Datei hochladen | Wohnhaus HERIS-ID: 87744 Objekt-ID: 102173                                                                                                 | Sigmundsgasse 6 Standort KG: Neubau                 | Der Fassadendekor des 1842 entstandenen Gebäudes wurde abgeschlagen. | BDA-Hist.: Q37721515 Status: Bescheid Stand der BDA-Liste: 2025-06-30 Name: Wohnhaus GstNr.: 58 Sigmundsgasse 6 |
| ja   | Datei hochladen | Bürgerhaus HERIS-ID: 87745 Objekt-ID: 102174                                                                                               | Sigmundsgasse 7 Standort KG: Neubau                 | Das Gebäude entstand 1841. An der Gartenmauer befinden sich Sandstein-Porträtbüsten und Figurenfragmente fraglich aus der ersten Hälfte des 18. Jahrhunderts. | BDA-Hist.: Q37721541 Status: Bescheid Stand der BDA-Liste: 2025-06-30 Name: Bürgerhaus GstNr.: 44/1, 44/2 Sigmundsgasse 7 |
| ja   | Datei hochladen | Wohnhaus HERIS-ID: 87746 Objekt-ID: 102175                                                                                                 | Sigmundsgasse 8 Standort KG: Neubau                 | Das 1842 errichtete Gebäude zeigt frühhistoristischen Fassadendekor mit gotisierenden Holztüren. Die Stichkappentonne des Foyers ist teilweise auf Diensten und gotisierenden Konsolen gelagert. | BDA-Hist.: Q37721567 Status: Bescheid Stand der BDA-Liste: 2025-06-30 Name: Wohnhaus GstNr.: 59 Sigmundsgasse 8 |
| ja   | Datei hochladen | Bürgerhaus HERIS-ID: 87747 Objekt-ID: 102176                                                                                               | Sigmundsgasse 9 Standort KG: Neubau                 | Spätbiedermeierhaus, errichtet 1843 | BDA-Hist.: Q37721595 Status: Bescheid Stand der BDA-Liste: 2025-06-30 Name: Bürgerhaus GstNr.: 43/1, 43/2 Sigmundsgasse 9 |
| ja   | Datei hochladen | Wohnhaus HERIS-ID: 87748 Objekt-ID: 102177                                                                                                 | Sigmundsgasse 10 Standort KG: Neubau                | 1843 errichtetes Haus mit frühhistoristischer Fassade, ähnlich Sigmundsgasse 8 | BDA-Hist.: Q37721620 Status: Bescheid Stand der BDA-Liste: 2025-06-30 Name: Wohnhaus GstNr.: 62 Sigmundsgasse 10 |
| ja   | Datei hochladen | Bürgerhaus HERIS-ID: 87749 Objekt-ID: 102178                                                                                               | Sigmundsgasse 11 Standort KG: Neubau                | Biedermeierhaus aus dem Jahr 1843 | BDA-Hist.: Q37721645 Status: Bescheid Stand der BDA-Liste: 2025-06-30 Name: Bürgerhaus GstNr.: 42 Sigmundsgasse 11 |
| ja   | Datei hochladen | Bürgerhaus HERIS-ID: 87750 Objekt-ID: 102180                                                                                               | Sigmundsgasse 12 Standort KG: Neubau                | Das 1838 erbaute Haus hat eine schlichte klassizistische Putzfassade mit Nutung. | BDA-Hist.: Q37721669 Status: Bescheid Stand der BDA-Liste: 2025-06-30 Name: Bürgerhaus GstNr.: 63/1, 63/2 Sigmundsgasse 12 |
| ja   | Datei hochladen | Bürgerhaus HERIS-ID: 87751 Objekt-ID: 102181                                                                                               | Sigmundsgasse 13 Standort KG: Neubau                | Spätbiedermeierliches Haus, 1846 | BDA-Hist.: Q37721697 Status: Bescheid Stand der BDA-Liste: 2025-06-30 Name: Bürgerhaus GstNr.: 41 Sigmundsgasse 13 |
| ja   | Datei hochladen | Wohnhaus HERIS-ID: 87752 Objekt-ID: 102182                                                                                                 | Sigmundsgasse 14 Standort KG: Neubau                | Biedermeierhaus aus 1840 | BDA-Hist.: Q37721724 Status: Bescheid Stand der BDA-Liste: 2025-06-30 Name: Wohnhaus GstNr.: 66 Sigmundsgasse 14 |
| ja   | Datei hochladen | Bürgerhaus HERIS-ID: 87753 Objekt-ID: 102184                                                                                               | Sigmundsgasse 15 Standort KG: Neubau                | Das 1844 entstandene Gebäude mit betonter Mitte hat ein originales Bäckereiportal. | BDA-Hist.: Q37721747 Status: Bescheid Stand der BDA-Liste: 2025-06-30 Name: Bürgerhaus GstNr.: 40 Sigmundsgasse 15 |
| ja   | Datei hochladen | Wohnhaus Zum Schwarzwälder Bauern HERIS-ID: 87754 Objekt-ID: 102185seit 2012                                                               | Sigmundsgasse 16 Standort KG: Neubau                | Identadresse Burggasse 27. Das spätbiedermeierliche Zinshaus mit flachem Mittelrisalit mit Riesenpilastern und eingetieften Relieffeldern wurde im zweiten Viertel des 19. Jahrhunderts erbaut. | BDA-Hist.: Q37721773 Status: Bescheid Stand der BDA-Liste: 2025-06-30 Name: Wohnhaus Zum Schwarzwälder Bauern GstNr.: 67 |
| ja   | Datei hochladen | Miethaus, Zum schwarzen Adler HERIS-ID: 30650 Objekt-ID: 27404                                                                             | Spittelberggasse 5 Standort KG: Neubau              | Das frühhistoristische Gebäude aus dem Jahr 1862 hat eine additiv gegliederte Fassade mit geraden Fensterverdachungen. | BDA-Hist.: Q37936604 Status: § 2a Stand der BDA-Liste: 2025-06-30 Name: Miethaus, Zum schwarzen Adler GstNr.: 184 Spittelberggasse 5                                                                                             |
| ja   | Datei hochladen | Miethaus, Zum schwarzen Ochsen HERIS-ID: 30651 Objekt-ID: 27405                                                                            | Spittelberggasse 7 Standort KG: Neubau              | Das breit gelagerte Vorstadthaus stammt vermutlich vom Ende des 17. Jahrhunderts. Die einfache Putzfassade ist eine Rekonstruktion aus den Jahren 1976/77. Im Hof befindet sich eine Veranda. | BDA-Hist.: Q37936621 Status: § 2a Stand der BDA-Liste: 2025-06-30 Name: Miethaus, Zum schwarzen Ochsen GstNr.: 182/1 Spittelberggasse 7                                                                                          |
| ja   | Datei hochladen | Bürgerhaus, Zum kleinen wilden Mann, Zum roten Apfel HERIS-ID: 30652 Objekt-ID: 27406                                                      | Spittelberggasse 8 Standort KG: Neubau              | Barockes Bürgerhaus aus dem zweiten Viertel des 18. Jahrhunderts mit reich gegliederter Fassade (Komposit-Riesenpilaster, geschwungene Fenstergiebel und Dachhäuschen) | BDA-Hist.: Q37936638 Status: Bescheid Stand der BDA-Liste: 2025-06-30 Name: Bürgerhaus, Zum kleinen wilden Mann, Zum roten Apfel GstNr.: 194 Spittelberggasse 8                                                                  |
| ja   | Datei hochladen | Bürgerhaus, Zur Kohlenkreunze HERIS-ID: 30654 Objekt-ID: 27408                                                                             | Spittelberggasse 9 Standort KG: Neubau              | Die Fassade des barocken Vorstadthauses (zweites Viertel des 18. Jahrhunderts) zeigt reiche Lüftlmalerei (Fensterrahmungen, Marmorierungen). Die Fensterrahmungen im Hauptgeschoß wurden um 1800 verändert. Im Hof sind Pawlatschen erhalten. | BDA-Hist.: Q37936674 Status: Bescheid Stand der BDA-Liste: 2025-06-30 Name: Bürgerhaus, Zur Kohlenkreunze GstNr.: 181 Spittelberggasse 9                                                                                         |
| ja   | Datei hochladen | Miethaus, Zu den zwei goldenen Kreuzen HERIS-ID: 30656 Objekt-ID: 27411                                                                    | Spittelberggasse 11 Standort KG: Neubau             | Die Fassade des um 1720 errichteten barocken Vorstadthauses ist reich gegliedert mit Knickgiebelverdachungen im Hauptgeschoß, Masken in der Dachgesimszone sowie reichem Bandlwerkstuck. In einer Nische in der Mittelachse steht eine Figur der Immaculata aus dem ersten Viertel des 18. Jahrhunderts. | BDA-Hist.: Q37936712 Status: Bescheid Stand der BDA-Liste: 2025-06-30 Name: Miethaus, Zu den zwei goldenen Kreuzen GstNr.: 180 Spittelberggasse 11                                                                               |
| ja   | Datei hochladen | Miethaus, Zum blauen Igel HERIS-ID: 32298 Objekt-ID: 29375                                                                                 | Spittelberggasse 13 Standort KG: Neubau             | Das Vorstadthaus wurde Ende des 17. Jahrhunderts errichtet; die schlichte Putzfassade stammt dagegen vom Anfang des 19. Jahrhunderts. | BDA-Hist.: Q37947172 Status: § 2a Stand der BDA-Liste: 2025-06-30 Name: Miethaus, Zum blauen Igel GstNr.: 175 Spittelberggasse 13                                                                                                |
| ja   | Datei hochladen | Miethaus, Zum roten Engel HERIS-ID: 30658 Objekt-ID: 27415                                                                                 | Spittelberggasse 15 Standort KG: Neubau             | Das barocke Vorstadthaus wurde 1976/77 rekonstruiert. | BDA-Hist.: Q37936741 Status: § 2a Stand der BDA-Liste: 2025-06-30 Name: Miethaus, Zum roten Engel GstNr.: 174 Spittelberggasse 15                                                                                                |
| ja   | Datei hochladen | Bürgerhaus HERIS-ID: 30660 Objekt-ID: 27417                                                                                                | Spittelberggasse 17 Standort KG: Neubau             | Die schlichte Fassade des spätbarocken (Ende des 18. Jahrhunderts) Vorstadthauses mit Mansardendach ist durch Putzfaschen gegliedert. An der Rückseite liegt ein kleiner rechteckiger Pawlatschenhof. | BDA-Hist.: Q37936764 Status: Bescheid Stand der BDA-Liste: 2025-06-30 Name: Bürgerhaus GstNr.: 173 Spittelberggasse 17 |
| ja   | Datei hochladen | Bürgerhaus, Zum schwarzen Bären HERIS-ID: 30663 Objekt-ID: 27420                                                                           | Spittelberggasse 18 Standort KG: Neubau             | Barockes Gebäude (zweites Viertel des 18. Jahrhunderts) mit ornamentierten Knickgiebeln im Hauptgeschoß und abschließendem Volutengiebel sowie einer steinernen Wendeltreppe im Inneren | BDA-Hist.: Q37936784 Status: Bescheid Stand der BDA-Liste: 2025-06-30 Name: Bürgerhaus, Zum schwarzen Bären GstNr.: 201 Spittelberggasse 18                                                                                      |
| ja   | Datei hochladen | Bürgerhaus, Zur goldenen Birn, Zum steinernen Christkindl HERIS-ID: 30664 Objekt-ID: 27421                                                 | Spittelberggasse 20 Standort KG: Neubau             | Die Fassade des 1715 errichteten barocken Hauses weist reiche geschwungene Fensterrahmungen auf. In der Mittelachse ist über dem Hauptgeschoß in einer Nische eine Figur des heiligen Josef mit Kind aus dem zweiten Viertel des 18. Jahrhunderts aufgestellt. | BDA-Hist.: Q37936807 Status: Bescheid Stand der BDA-Liste: 2025-06-30 Name: Bürgerhaus, Zur goldenen Birn, Zum steinernen Christkindl GstNr.: 202 Spittelberggasse 20                                                            |
| ja   | Datei hochladen | Miethaus, Zum hl. Christoph HERIS-ID: 30665 Objekt-ID: 27422                                                                               | Spittelberggasse 22 Standort KG: Neubau             | Das schon 1695 erbaute Vorstadthaus hat eine schlichte Putzfassade mit Fensterrahmungen, Kordon- und Parapetgesimsen, Dachhäuschen sowie einen Pawlatschenhof. | BDA-Hist.: Q37936829 Status: Bescheid Stand der BDA-Liste: 2025-06-30 Name: Miethaus, Zum hl. Christoph GstNr.: 206 Spittelberggasse 22                                                                                          |
| ja   | Datei hochladen | Miethaus, Zum weißen Schwan; Zum Ritter St. Georg HERIS-ID: 30666 Objekt-ID: 27423                                                         | Spittelberggasse 24 Standort KG: Neubau             | Das barocke Gebäude stammt im Kern aus dem Ende des 17. Jahrhunderts. Die Mitte des 18. Jahrhunderts gestaltete Fassade ist durch Riesenpilaster und Putzrahmen gegliedert. Im Gebäude existiert eine Wendeltreppe, an der Rückseite liegt ein Pawlatschenhof. | BDA-Hist.: Q37936850 Status: § 2a Stand der BDA-Liste: 2025-06-30 Name: Miethaus, Zum weißen Schwan; Zum Ritter St. Georg GstNr.: 207 Spittelberggasse 24                                                                        |
| ja   | Datei hochladen | Kath. Pfarrkirche hl. Ulrich und Maria Trost, Ulrichs-Kirche HERIS-ID: 29904 Objekt-ID: 26582                                              | St.-Ulrichs-Platz Standort KG: Neubau               | Die barocke Ulrichskirche wurde 1721 bis 1724 durch Joseph Reymund an der Stelle eines älteren Vorgängerbaus errichtet. Zubauten erfolgten bis 1752, die Türme wurden 1771 vollendet. | BDA-Hist.: Q2477141 Status: § 2a Stand der BDA-Liste: 2025-06-30 Name: Kath. Pfarrkirche hl. Ulrich und Maria Trost, Ulrichs-Kirche GstNr.: 80 Kirche Sankt Ulrich (Wien)                                                        |
| ja   | Datei hochladen | Bürgerhaus, Zu den zwölf Himmelszeichen HERIS-ID: 30670 Objekt-ID: 27428                                                                   | St.-Ulrichs-Platz 2 Standort KG: Neubau             | Das barocke Bürgerhaus stammt im Kern vermutlich aus dem dritten Viertel des 17. Jahrhunderts, während die sehr reich gegliederte Fassade im Zuge eines Umbaus in der ersten Hälfte des 18. Jahrhunderts entstand. Durch das pilastergegliederte Korbbogenportal und eine tonnengewölbte Einfahrt gelangt man in den Hof, an dessen Längsseite ein pilastergegliederter Seitentrakt und an der Rückseite der Haupttrakt mit Stiegenaufgang und zweigeschoßigen Korbbogenarkaden über toskanischen Säulen liegt. Von 1845 bis 1866 beherbergte das Haus die Pfarrschule. | BDA-Hist.: Q37936893 Status: Bescheid Stand der BDA-Liste: 2025-06-30 Name: Bürgerhaus, Zu den zwölf Himmelszeichen GstNr.: 77 St.-Ulrichs-Platz 2                                                                               |
| ja   | Datei hochladen | Pfarrhof von St. Ulrich HERIS-ID: 30671 Objekt-ID: 27429                                                                                   | St.-Ulrichs-Platz 3 Standort KG: Neubau             | Das frühhistoristische Gebäude mit seichten Seitenrisaliten, Dreieckgiebelverdachungen im Hauptgeschoß sowie Kordongesimsen entstand 1864. | BDA-Hist.: Q37936909 Status: § 2a Stand der BDA-Liste: 2025-06-30 Name: Pfarrhof von St. Ulrich GstNr.: 80 St.-Ulrichs-Platz 3                                                                                                   |
| ja   | Datei hochladen | Bürgerhaus Zum St. Ulrich HERIS-ID: 30672 Objekt-ID: 27430                                                                                 | St.-Ulrichs-Platz 4 Standort KG: Neubau             | Das Gebäude umfasst erhaltene Reste der Burganlage des Gottfried von Wien aus dem 13. Jahrhundert. Die sonstige Bausubstanz stammt aus dem 16.–18. Jahrhundert, die Fassade aus der Zeit um 1800. Die Fassade zeigt Segment- und Dreieckgiebelverdachungen in den Hauptgeschoßen der mittleren Achsen sowie Rankenreliefs im Lünettenfeld. Erhalten blieben ein repräsentativer Arkadenhof aus dem 16. Jahrhundert sowie eine zweischiffige Pfeilerhalle aus der zweiten Hälfte des 17. Jahrhunderts. | BDA-Hist.: Q37936925 Status: Bescheid Stand der BDA-Liste: 2025-06-30 Name: Bürgerhaus Zum St. Ulrich GstNr.: 81/1 St.-Ulrichs-Platz 4                                                                                           |
| ja   | Datei hochladen | Bürgerhaus, Schmidthaus HERIS-ID: 30673 Objekt-ID: 27431                                                                                   | St.-Ulrichs-Platz 5 Standort KG: Neubau             | Das langgestreckte Vorstadthaus, dessen Front mit einem Knick dem seinerzeitigen Verlauf des Ottakringer Bachs folgt, stammt im Kern vermutlich aus der Mitte des 16. Jahrhunderts. Die schlichte Putzfassade mit Fensterfaschen, Ortsteinquaderung und waagrechten Nut- und Quadersteinen sowie weit vorkragendem gekehltem Dachgesims wurde im vierten Viertel des 17. Jahrhunderts gestaltet. | BDA-Hist.: Q37936941 Status: Bescheid Stand der BDA-Liste: 2025-06-30 Name: Bürgerhaus, Schmidthaus GstNr.: 83 St.-Ulrichs-Platz 5                                                                                               |
| ja   | Datei hochladen | Ehem. Kaufhaus Herzmansky HERIS-ID: 30674 Objekt-ID: 27432seit 2015                                                                        | Stiftgasse 1-3 Standort KG: Neubau                  | Bei dem 1896/97 von Maximilian Katscher erbauten Warenhaus ist die ursprüngliche Fassade nur mehr an der Stiftgasse 3 erhalten. Sie ist ein fünfgeschoßiger Ständerbau mit Kalkstein- bzw. Marmorpilastern und großer Rundbogenarkatur im Obergeschoß. Die Fassade ist größtenteils in Glas aufgelöst. Die Hallenräume im oberen Geschoß sind größtenteils erhalten. Anmerkung: Identadresse Mariahilfer Straße 26-30 | BDA-Hist.: Q1560841 Status: Bescheid Stand der BDA-Liste: 2025-06-30 Name: Ehem. Kaufhaus Herzmansky GstNr.: 306/1 A. Herzmansky                                                                                                 |
| ja   | Datei hochladen | Amerlinghaus, Zu den drey Herzen, Bezirksmuseum Neubau HERIS-ID: 30675 Objekt-ID: 27433                                                    | Stiftgasse 8 Standort KG: Neubau                    | Das Geburtshaus des Malers Friedrich Amerling wurde im vierten Viertel des 17. Jahrhunderts erbaut und in der ersten Hälfte des 18. Jahrhunderts teilweise verändert. Das langgestreckte, durch Putzrahmen gegliederte zweigeschoßige Gebäude umfasst einen Pawlatschenhof mit Arkaden an der Schmalseite im Erdgeschoß und Ädikula-Dachhäuschen. Die seitlichen Stiegenaufgänge haben Schmiedeeisengitter. Im Haus befindet sich auch das Bezirksmuseum Neubau. | BDA-Hist.: Q21083580 Status: Bescheid Stand der BDA-Liste: 2025-06-30 Name: Amerlinghaus, Zu den drey Herzen, Bezirksmuseum Neubau GstNr.: 187 Amerlinghaus                                                                      |
| ja   | Datei hochladen | Bürgerhaus, Zum hl. Vinzenz HERIS-ID: 30676 Objekt-ID: 27434                                                                               | Stiftgasse 10 Standort KG: Neubau                   | Das barocke Vorstadt-Bürgerhaus wurde in der ersten Hälfte des 18. Jahrhunderts erbaut. Die Fassade ist reich gegliedert durch gemischtlinige Fenstergiebel und Bandlwerkdekor; die Mitte ist durch das reich gegliederte Portal mit Putten (als Minerva und Herkules) sowie in Nischen seitlich darüber aufgestellte Figuren der heiligen Maria mit Kind sowie des heiligen Vinzenz hervorgehoben. Im kleinen Pawlatschenhof befinden sich in Nischen Figuren der Heiligen Johannes Nepomuk und Florian. Die Rückfront zur Schrankgasse (dort Nr. 3) ist als Putzfassade mit Rahmenfelder- und Lambrequin-Dekor ausgeführt. | BDA-Hist.: Q37936973 Status: Bescheid Stand der BDA-Liste: 2025-06-30 Name: Bürgerhaus, Zum hl. Vinzenz GstNr.: 178 Stiftgasse 10, Vienna                                                                                        |
| ja   | Datei hochladen | Stiftskaserne HERIS-ID: 30299 Objekt-ID: 27042                                                                                             | Stiftgasse 2-2A Standort KG: Neubau                 | Die Stiftskaserne besteht aus drei Trakten, die entlang der Mariahilfer Straße (Mosertrakt), der Stiftgasse (Akademietrakt) sowie parallel zur Stiftgasse (Sappeurtrakt) verlaufen. Auf dem heutigen Gelände wurde 1651 zunächst ein Waisenhaus errichtet, 1679 wurde der Mosertrakt errichtet, ab 1746 der Akademietrakt und 1752 bis 1754 der Sappeurtrakt. Die Trakte wurde in der Folge mehrmals um- und ausgebaut, zwischen 1942 und 1944 wurde der Flakturm errichtet. | BDA-Hist.: Q1455795 Status: § 2a Stand der BDA-Liste: 2025-06-30 Name: Stiftskaserne GstNr.: 300/2 Stiftskaserne |
| ja   | Datei hochladen | Flakturm HERIS-ID: 62020 Objekt-ID: 74525                                                                                                  | Stiftgasse 2-2A Standort KG: Neubau                 | Der Flakturm in der Stiftskaserne wurde zwischen 1942 und 1944 durch Friedrich Tamms erbaut. | BDA-Hist.: Q60660068 Status: § 2a Stand der BDA-Liste: 2025-06-30 Name: Flakturm GstNr.: 300/2 Gefechtsturm Stiftskaserne |
| ja   | Datei hochladen | Kenyon-Pavillon des ehem. Sophienspitals und Figur hl. Elisabeth HERIS-ID: 29995 Objekt-ID: 26686                                          | Stollgasse 11 Standort KG: Neubau                   | Der Kenyon-Kranken-Pavillon wurde zwischen 1879 und 1881 errichtet und ist der älteste Teil des 2017 geschlossenen Sophienspitals. Im Park des Areals befindet sich eine Statue der hl. Elisabeth aus dem späten 19. Jahrhundert. | BDA-Hist.: Q125217828 Status: Bescheid Stand der BDA-Liste: 2025-06-30 Name: Kenyon-Pavillon des ehem. Sophienspitals und Figur hl. Elisabeth GstNr.: 1271/14, 1271/12 Kenyonpavillon                                            |
| ja   | Datei hochladen | Miethaus, ehem. Haus Hörandner HERIS-ID: 113922seit 2022                                                                                   | Stuckgasse 14 Standort KG: Neubau                   | Das Haus wurde 1910/11 von Oskar Strnad und Oskar Wlach erbaut. Die Fenster- und Türrahmungen sowie die Gesimse sind in Klinker ausgeführt, über dem Portal befindet sich ein Majolikakranz. | BDA-Hist.: Q112865762 Status: Bescheid Stand der BDA-Liste: 2025-06-30 Name: Miethaus, ehem. Hörandner GstNr.: 634 Miethaus Hörandner                                                                                            |
| ja   | Datei hochladen | Denkmal Urban Loritz HERIS-ID: 30685 Objekt-ID: 27443 Wien Kulturgut: 43387                                                                | gegenüber Urban-Loritz-Platz 7 Standort KG: Neubau  | Die Bronzebüste des Schottenfelder Pfarrers Urban Loritz auf profiliertem Granitsockel wurde 1901 geschaffen. | BDA-Hist.: Q37936980 Status: § 2a Stand der BDA-Liste: 2025-06-30 Name: Denkmal Urban Loritz GstNr.: 1985/2 Urban Loritz Denkmal, Vienna                                                                                         |
| ja   | Datei hochladen | Raimund-Denkmal HERIS-ID: 30690 Objekt-ID: 27448 Wien Kulturgut: 43384                                                                     | Weghuberpark Standort KG: Neubau                    | Das Monument des Dichters Ferdinand Raimund im Weghuberpark wurde 1898 von Franz Vogl geschaffen. Über der sitzenden Gestalt des Dichters erhebt sich die allegorische Figur der Poesie. | BDA-Hist.: Q21163253 Status: § 2a Stand der BDA-Liste: 2025-06-30 Name: Raimund-Denkmal GstNr.: 1863/1 Ferdinand Raimund monument, Vienna                                                                                        |
| ja   | Datei hochladen | Pfarrhof der Schottenfelderkirche HERIS-ID: 30687 Objekt-ID: 27445                                                                         | Westbahnstraße 17 Standort KG: Neubau               | Der Pfarrhof der Schottenfelder Pfarrkirche, ein zweigeschoßiges spätbarockes Vorstadthaus mit betonter Portalachse, Nutung, Lisenen- und Plattendekor sowie einem seitlichen Fenstererker im Obergeschoß, wurde 1784 durch Andreas Zach errichtet. | BDA-Hist.: Q37936994 Status: § 2a Stand der BDA-Liste: 2025-06-30 Name: Pfarrhof der Schottenfelderkirche GstNr.: 1125 Rectory Sankt Laurenz am Schottenfeld                                                                     |
| ja   | Datei hochladen | Kath. Pfarrkirche hl. Laurentius, Schottenfelder Kirche HERIS-ID: 29934 Objekt-ID: 26613                                                   | Westbahnstraße 17 Standort KG: Neubau               | Die barockklassizistische Schottenfelder Pfarrkirche St. Laurentius wurde 1784 bis 1786 nach Plänen von Andreas Zach als Saalkirche mit Turmfassade erbaut. Der Fassadenturm wurde erst 1787 vollendet. | BDA-Hist.: Q2249177 Status: § 2a Stand der BDA-Liste: 2025-06-30 Name: Kath. Pfarrkirche hl. Laurentius, Schottenfelderkirche GstNr.: 1122 Sankt Laurenz am Schottenfeld                                                         |
| ja   | Datei hochladen | Fabriksgebäude, ehem. Argentor-Werke HERIS-ID: 30691 Objekt-ID: 27449                                                                      | Wimbergergasse 24 Standort KG: Neubau               | Das Fabriksgebäude wurde 1902 nach Plänen der Architekten Carl Brodhag und Ludwig Dillmann errichtet. Es handelte sich um einen der ersten Stahlbetonbauten Wiens. | BDA-Hist.: Q646533 Status: Bescheid Stand der BDA-Liste: 2025-06-30 Name: Fabriksgebäude, ehem. Argentor-Werke GstNr.: 1498/2 Wimbergergasse 24                                                                                  |
| ja   | Datei hochladen | Miethaus HERIS-ID: 30693 Objekt-ID: 27452                                                                                                  | Zeismannsbrunngasse 1 Standort KG: Neubau           | Das an drei Seiten freistehende spätbiedermeierliche Zinshaus wurde 1842 errichtet. Die Fassade ist durch additive Gliederung, Kordongesimse und gerade Fensterverdachungen im Hauptgeschoß gestaltet. An der Ecke befindet sich eine Sandsteinfigur der Maria Immaculata vermutlich aus der zweiten Hälfte des 18. Jahrhunderts. | BDA-Hist.: Q37937041 Status: § 2a Stand der BDA-Liste: 2025-06-30 Name: Miethaus GstNr.: 5 Zeismannsbrunngasse 1 |
| ja   | Datei hochladen | Wohn- und Geschäftshaus HERIS-ID: 30698 Objekt-ID: 27457                                                                                   | Zieglergasse 32 Standort KG: Neubau                 | Das Haus mit Biedermeierfassade wurde im ersten Viertel des 19. Jahrhunderts errichtet. | BDA-Hist.: Q37937056 Status: Bescheid Stand der BDA-Liste: 2025-06-30 Name: Wohn- und Geschäftshaus GstNr.: 1020 Zieglergasse 32, Vienna                                                                                         |
| ja   | Datei hochladen | Bürgerhaus HERIS-ID: 30699 Objekt-ID: 27458                                                                                                | Zieglergasse 33 Standort KG: Neubau                 | Das 1823 erbaute Haus hat eine Biedermeierfassade mit Ädikulafenstern. Eine Gedenktafel mit Reliefbüste erinnert an den hier geborenen Schriftsteller Emil Ertl. | BDA-Hist.: Q37937073 Status: Bescheid Stand der BDA-Liste: 2025-06-30 Name: Bürgerhaus GstNr.: 1120 Zieglergasse 33 |
| ja   | Datei hochladen | Wohnhaus, Zum hl. Josef HERIS-ID: 30466 Objekt-ID: 27211                                                                                   | Zollergasse 33 Standort KG: Neubau                  | Das Haus an der Zollergasse 33 wurde im vierten Viertel des 18. Jahrhunderts mit Plattenstilfassade errichtet. Anmerkung: Identadresse Mondscheingasse 14 | BDA-Hist.: Q37934297 Status: Bescheid Stand der BDA-Liste: 2025-06-30 Name: Wohnhaus, Zum hl. Josef GstNr.: 611 Mondscheingasse 14                                                                                               |